# Спортивний автомобіль

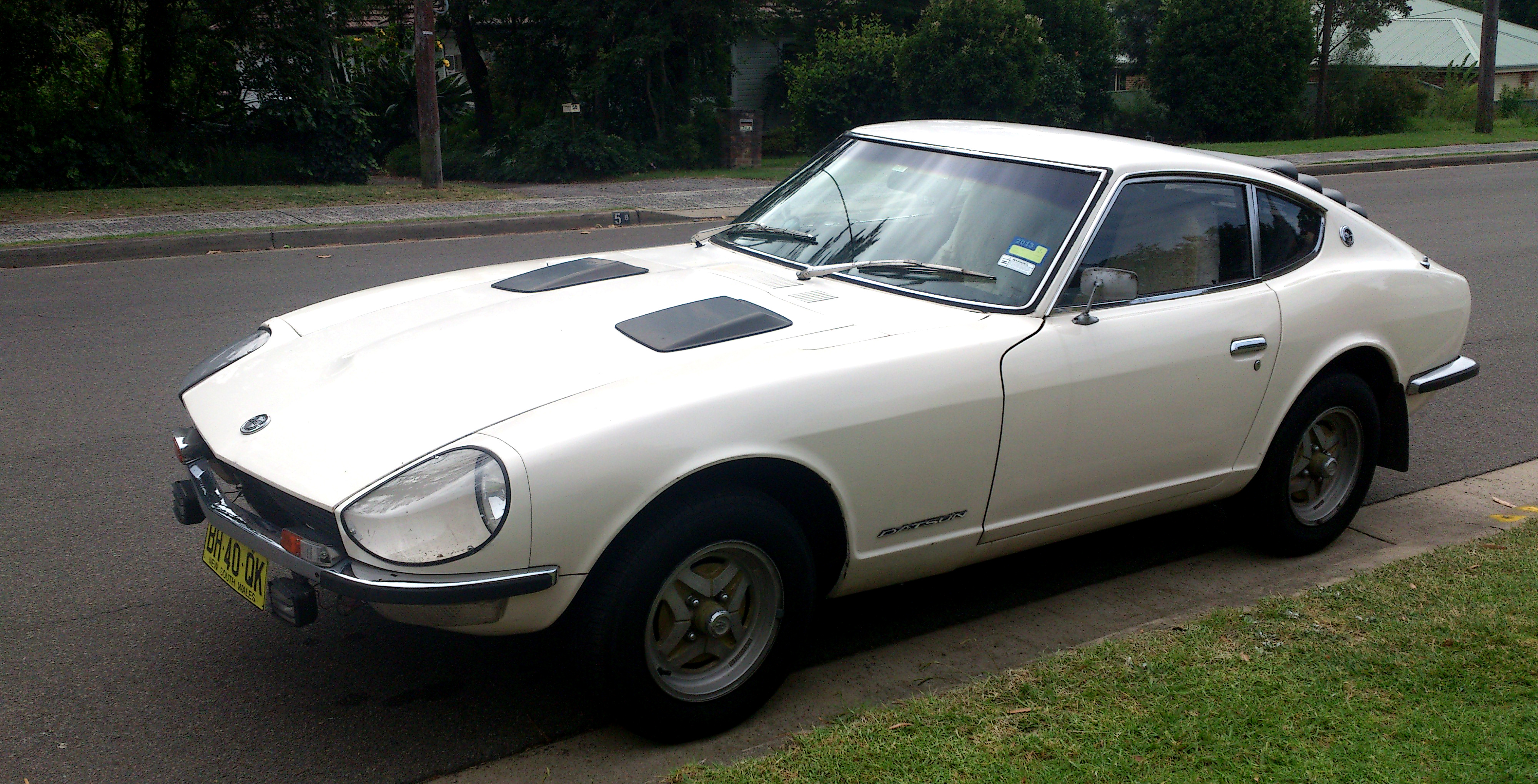
класичний спорткар Datsun/Nissan 240Z (1969—1973)

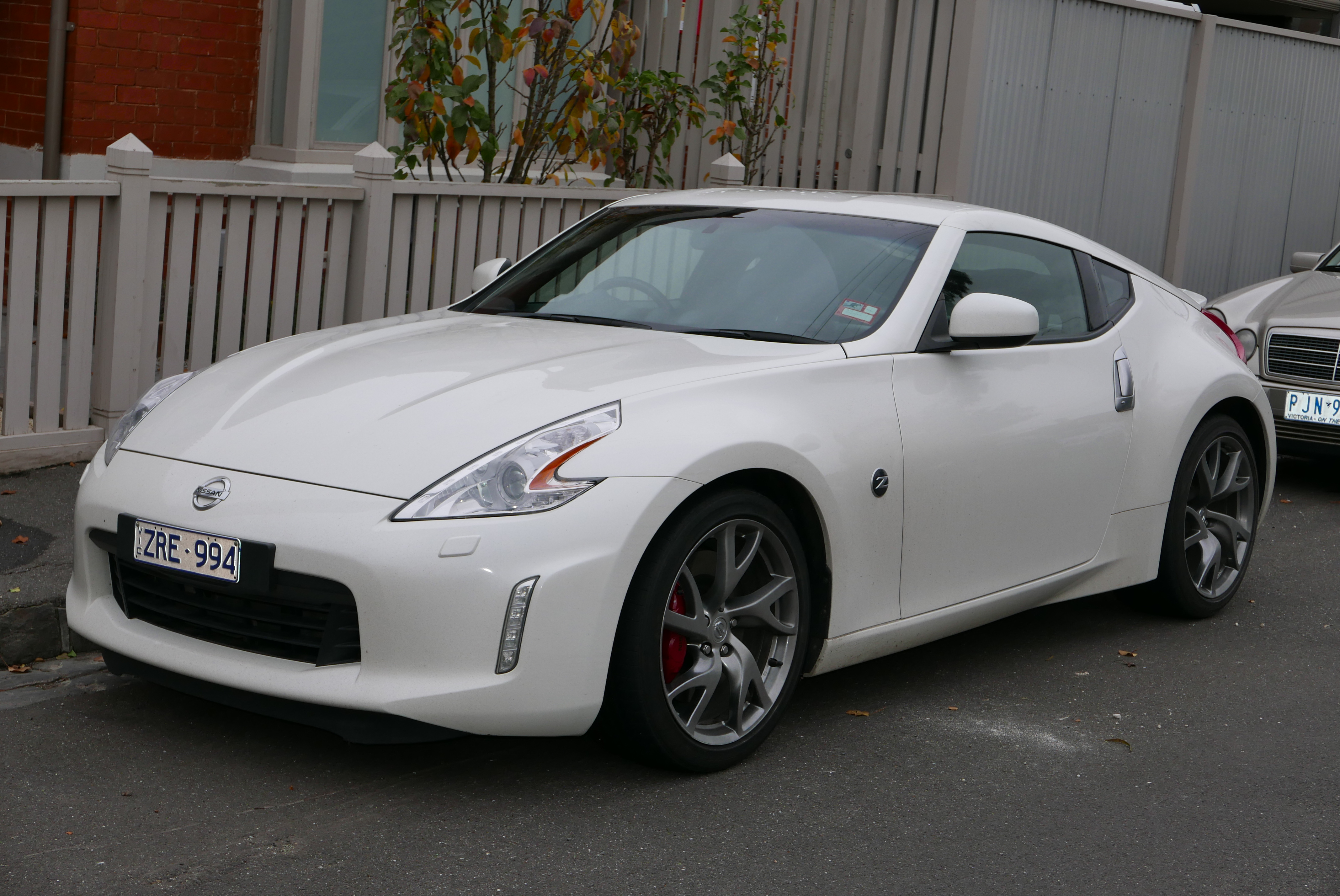
сучасний спорткар Nissan 370Z (від 2009)

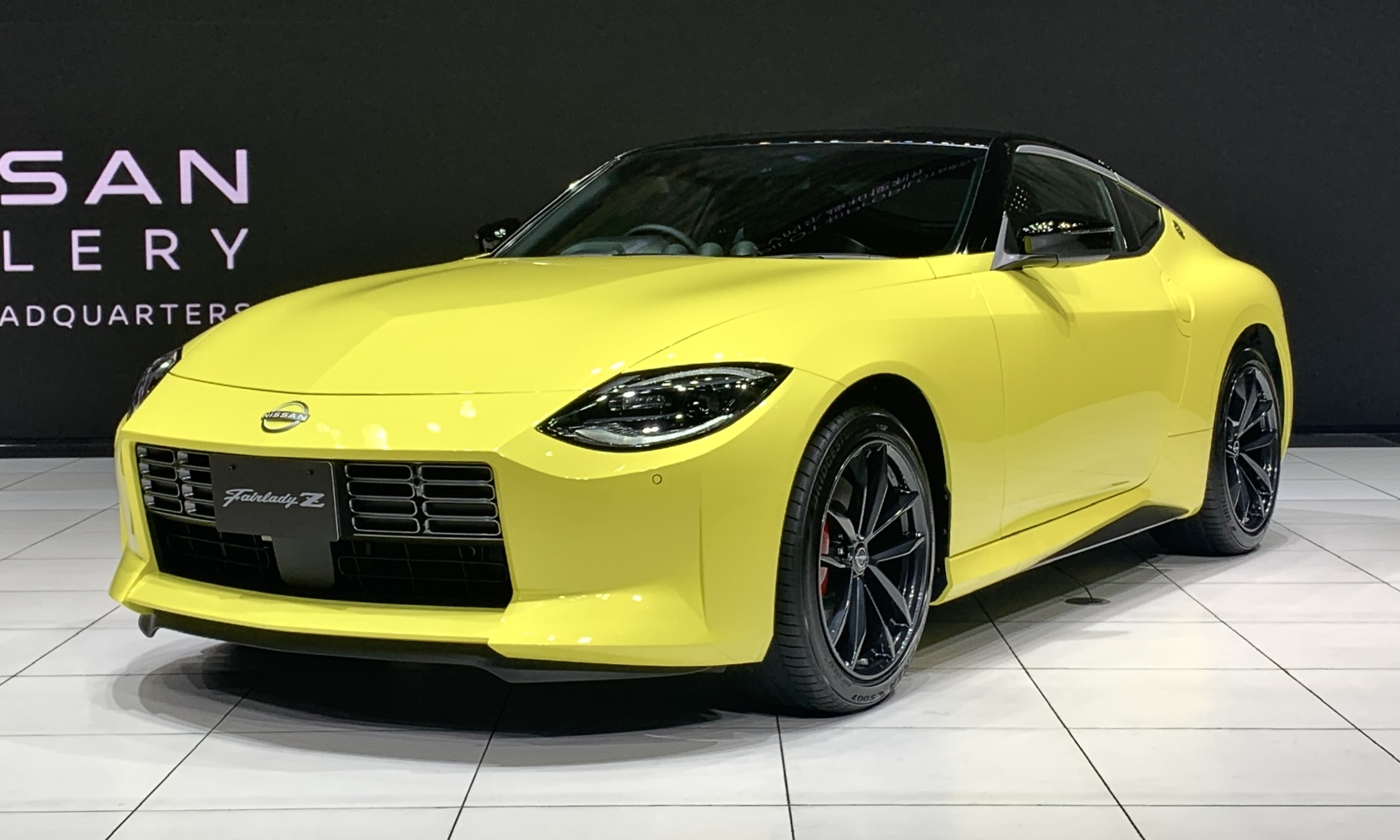
сучасний спорткар Nissan Z (з 2022)

Спортивний автомобіль або спорткар (англ. sports car) — це автомобіль, що сконструйований задля ефективної їзди. Більшість спорткарів задньоприводні, мають два сидіння, двоє дверей та розроблені для чіткішого керування, прискорення та естетики. Зазвичай від спортивного автомобіля очікують високого рівня здатності триматись дороги, гальмувати, маневрувати, а також низької ваги та великої потужності, аніж місця для пасажирів, комфорту та економії палива.
Водії беруть до уваги марку автомобіля та перегонову історію (наприклад, Ferrari, Porsche, Lotus), як важливий показник спортивних можливостей, але деякі марки, такі як Lamborghini, що не беруть участі в перегонах та не будують перегонових автомобілів, також добре продаються.
Спортивний автомобіль не потребує великого потужного двигуна, але у багатьох спорткарів він є. Деякі класичні британські спорткари не мають потужного двигуна, але вони відомі завдяки їх винятковій керованості через малу вагу, добре спроектованому відбалансованому шасі та сучасній підвісці. На вузеньких закручених дорогах такі автомобілі виступають набагато краще за важчі, потужніші розкішні автомобілі з меншою маневреністю.

## Історія
Історично існувало два типи спортивних автомобілів — європейські і американські, які суттєво відрізнялися один від одного відповідно до відмінності дорожньої системи цих регіонів і смаків відповідної аудиторії. 

### Європейські
Європейські спортивні автомобілі створювалися в першу чергу для швидкої їзди по путівцях (які в найбільш розвинених країнах Європи вже в 1930-х роках були добре асфальтовані) — вузьким і звивистим, багатим на небезпечні поворотами — або по гірських серпантинах. І для того, і для іншого була потрібна в першу чергу хороша керованість, потужність же була на другому плані, оскільки швидкості були порівняно невисокі. Тому європейські спортивні автомобілі мали дуже добре відпрацьоване шасі і порівняно слабкі двигуни робочим об'ємом 1,5—3 літри, найчастіше — форсовані варіанти цілком пересічних силових агрегатів від масових седанів.
На цьому тлі дещо виділялися класичні англійські спорткари, які як правило поєднували мінімальні розміри, виключно примітивне обладнання салону (часто були відсутні навіть бічні скельця, замість яких в негоду водієві доводилося пристібати до дверей брезентові шторки з невеликими віконцями) і мінімальний комфорт з порівняно великим по робочому об'єму малофорсованим двигуном конфігурації I6 або V8, і італійські, які найчастіше мали виключно витончену конструкцію двигуна (як правило малолітражного, не більш як 2 літрів об'єму) з високим ступенем форсування. Типовими прикладами перших є Austin-Healey, Sunbeam Tiger і Triumph TR, других — Lancia Aurelia і Alfa Romeo Spider.
З 1950-х років почався масовий експорт європейських спортивних автомобілів в Америку, яка з часом стала для них основним ринком збуту. Це викликало значну зміну їх концепції, в першу чергу — різке зростання габаритних розмірів, підвищення рівня комфорту і характеристик силового агрегату. В першу чергу саме американському покупцеві були адресовані суперкари, які вважаються нині типовими, марок Ferrari, Maserati і Lamborghini, які за розмірами, потужністю і комфортом впритул наближалися до класу Gran Tourismo. При цьому для внутрішнього європейського ринку продовжували випускатися куди більш скромні спортивні автомобілі традиційного типу.

### Американські

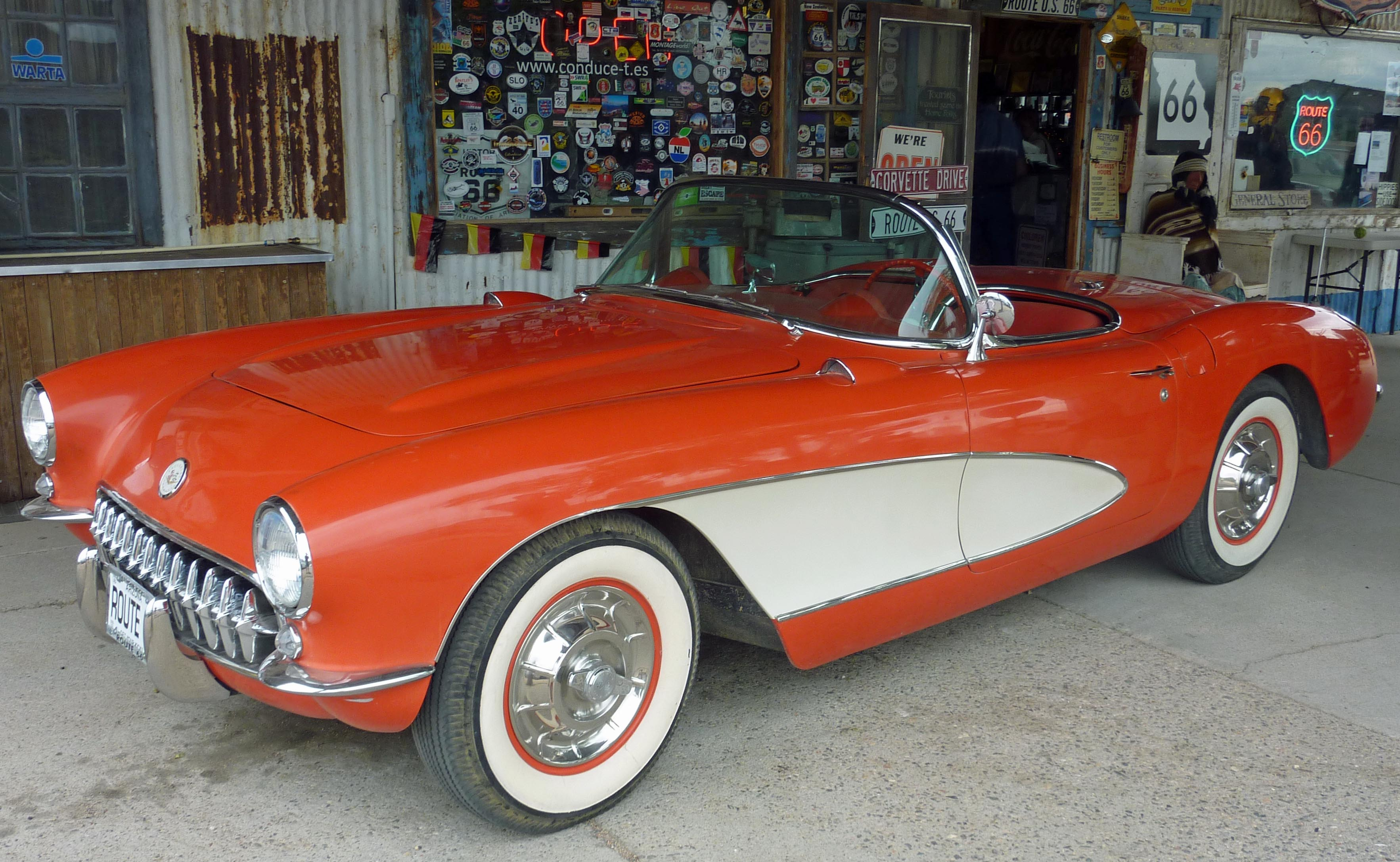
перше покоління Chevrolet Corvette (1953—1962)

Американські традиції будівництва швидкохідних автомобілів теж дуже давні, висхідні до 1920-х років і таким маркам, як Auburn, Cord та Duesenberg. Однак Велика депресія перервала цей процес, перенісши акцент на зниження ціни, збільшення розмірів автомобілів і підвищення їх комфорту. Заново він пішов лише після Другої світової війни, коли солдати, які поверталися з Європи стали привозити додому європейські спорткари, такі, як MG TC — маленькі, не дуже потужні, але які добре управлялися і були дуже захопливими в водінні. Відповіддю місцевих виробників на цю тенденцію стали власні американські спортивні моделі, першою масовою серед яких став Chevrolet Corvette (1953). Це був досить великий за європейськими мірками автомобіль з досить примітивним шасі. Спочатку на нього ставилися лише порівняно слабкі шести-циліндрові мотори, а рівень комфорту відповідав такому у європейських аналогів, тобто, за американськими мірками був досить скромний. Однак публіка сприйняла це істотними недоліками, тому згодом Corvette розвивався в напрямку збільшення потужності двигуна (тепер уже виключно V8) і підвищення комфорту. В результаті з'явився американський спортивний автомобіль — дуже потужний, досить комфортабельний і мав непогану, але не таку відточену, як у «європейців», керованість, що не було істотним недоліком в країні прямих, як стріла, хайвеїв.

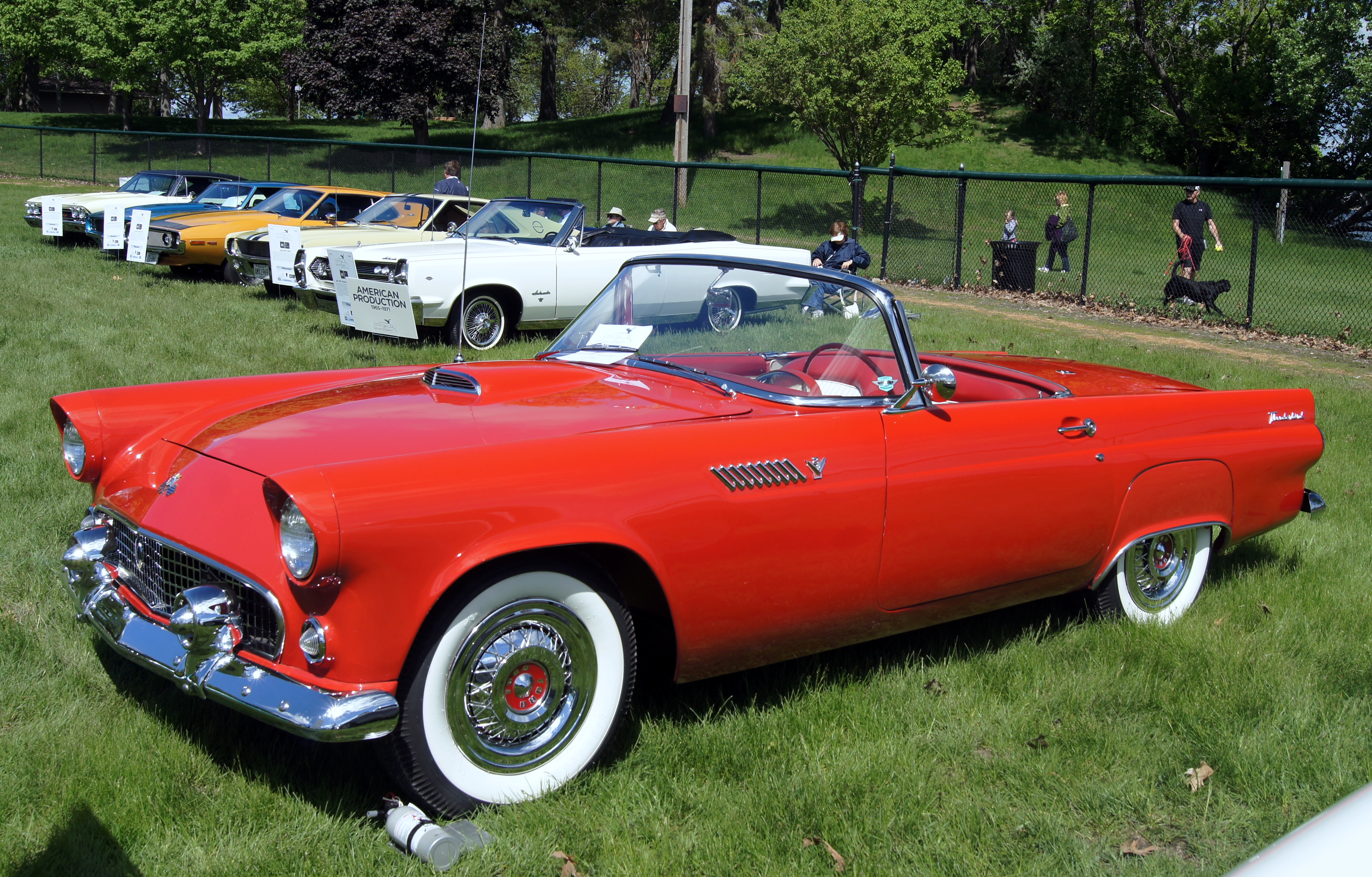
перше покоління Ford Thunderbird (1955—1957)

Ford з самого початку зробив ставку на ці якості, проте побудував свою «відповідь європейцям» — Ford Thunderbird — на укороченій версії серійного шасі звичайного седана, через що керованість виявилася не вельми хорошою. Його зазвичай навіть не вважають спортивним автомобілем, оскільки він став основоположником абсолютно особливого, типово американського автомобільного «жанру» — Personal Luxury Car, тобто, розкішного автомобіля для водія, розрахованого на максимальних комфорт для двох чоловік.
У середині 1960-х років модні тенденції американського ринку переключилися з «чистих» спорткарів на «спортивні» версії звичайних автомобілів — Pony car і Muscle car, які з усіх ознак спортивності мали лише потужний двигун (та й то тільки в вищих комплектаціях). А ще через десять років, після початку бензинової кризи першої половини 1970-х років, почався розквіт моделей категорії Personal Luxury, причому як правило з вельми скромними швидкісними можливостями.
Деяке пожвавлення на американському ринку спортивних автомобілів почалося лише з середини 1980-х років, коли з'явилися такі моделі, як Pontiac Fiero, Ford Probe і Dodge Viper — як правило вони поєднували американські розмір і комплектуючі з європейською загальною концепцією.
В даний час спортивні автомобілі є виключно нішевим сегментом, причому високі витрати на розробку і невеликий попит сприяють уніфікації їх концепції, тому описаний вище поділ на національні «школи» став фактично неактуальним.

## Класифікація
В клас «спортивні» в першу чергу включають такі види моделей, як спортивне (двухдверне) купе і родстер, машини класу  GT. Як виняток останнім часом в цей клас включені такі спеціально концептовані чотирьохдверні моделі, як Porsche Panamera, Aston Martin Rapide і Fisker Karma. Цей підклас автомашин ще нечисленний і на англомовному ринку він отримав назву «спортивні седани», а на німецькомовному ринку — «спортивні лімузини». 
Серійні моделі звичайних купе або лімузинів, що належать до інших класів, але пройшовши спортивний тюнінг кузова, моторного або ходової частини, як правило в класифікацію «спортивні» не включаються. Іноді в класифікацію «спортивні» включають спортивні позашляховики (SUV), проте за своїми габаритами, масою і динамічними характеристиками — вони є окремим класом.

## Фірми-виробники
Компанії-виробники можуть бути умовно поділені на наступні категорії:
- Компанії, що спеціалізуються в основному тільки на спортивних моделях (спортивні купе, родстери) і виробляють їх невеликими серіями: Lamborghini, Bugatti, MG, De Tomaso, Pagani, AC Cobra, TVR;

- Автомобілебудівні фірми, що виробляють широкий спектр спортивних і гоночних автомобілів: Porsche, Ferrari, McLaren, Maserati,  Lotus, Audi, Jaguar, Aston Martin, Alfa Romeo;

- Спортивний сектор таких великих багатопрофільних компаній або автоконцернів як BMW, Mercedes-Benz, Honda, Nissan, Toyota, Mazda,  Mitsubishi, Dodge, Chevrolet, Ford, Volkswagen та інші.

## Основні параметри
- Поліпшені аеродинамічні характеристики кузова;
- Двоє (рідше троє) дверей;
- Відсутність повноцінного другого ряду сидінь, можуть бути тільки запасні сидіння;
- Задній привод, рідше передній або привод на всі колеса;
- Низький дорожній просвіт (кліренс);
- Великі колеса з легких сплавів, оснащені спеціальної гумою
- Гальмівні диски великого діаметра на обох осях
- Швидкий набір мотором високих обертів
- Підвищений максимум оборотів (від 6 тис.об./хв і вище);
- Хороша розгінна динаміка і висока максимальна швидкість.

## Галерея за роками

### 1930-ті

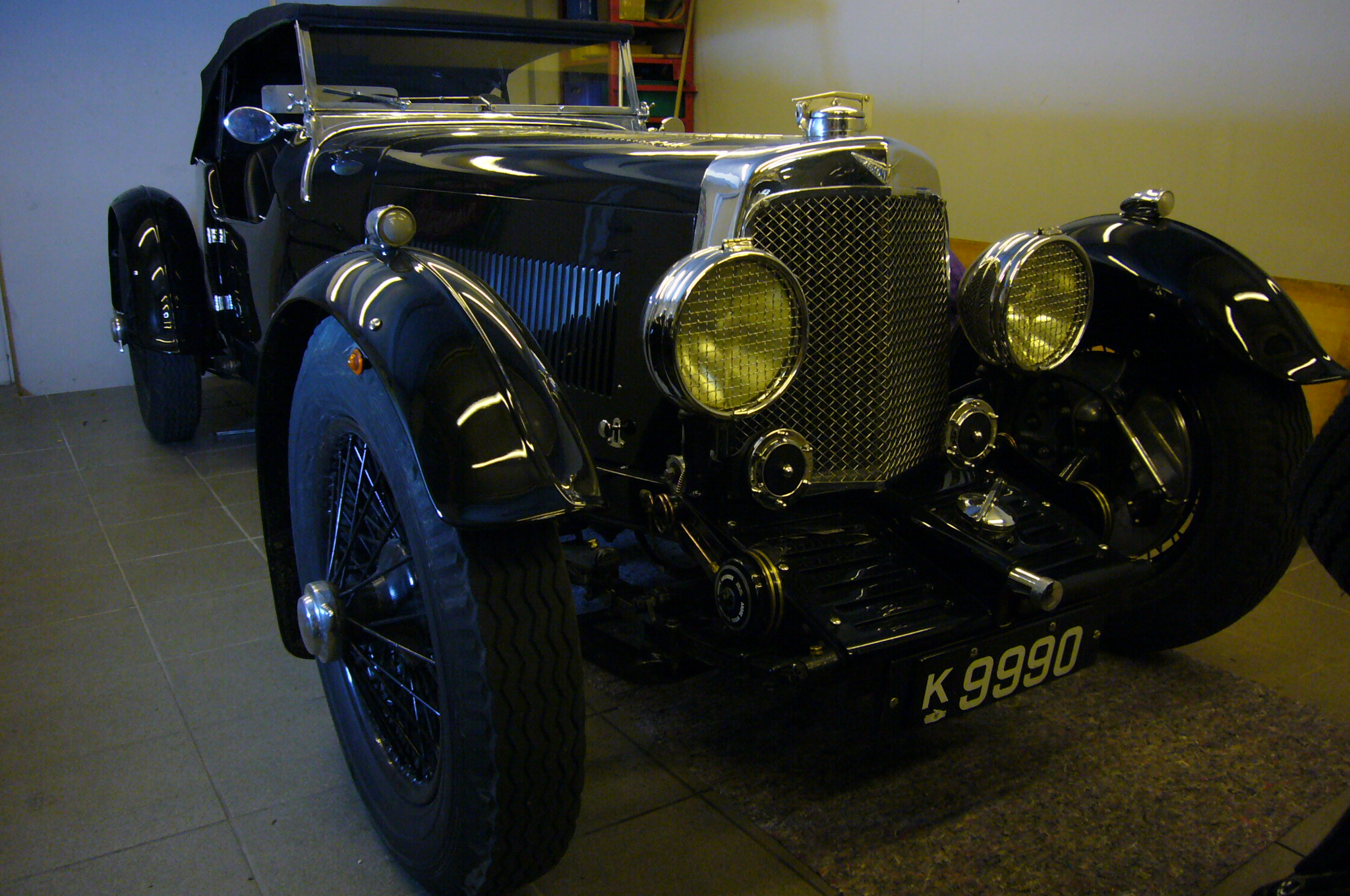
Aston Martin Le Mans (1932–1934)
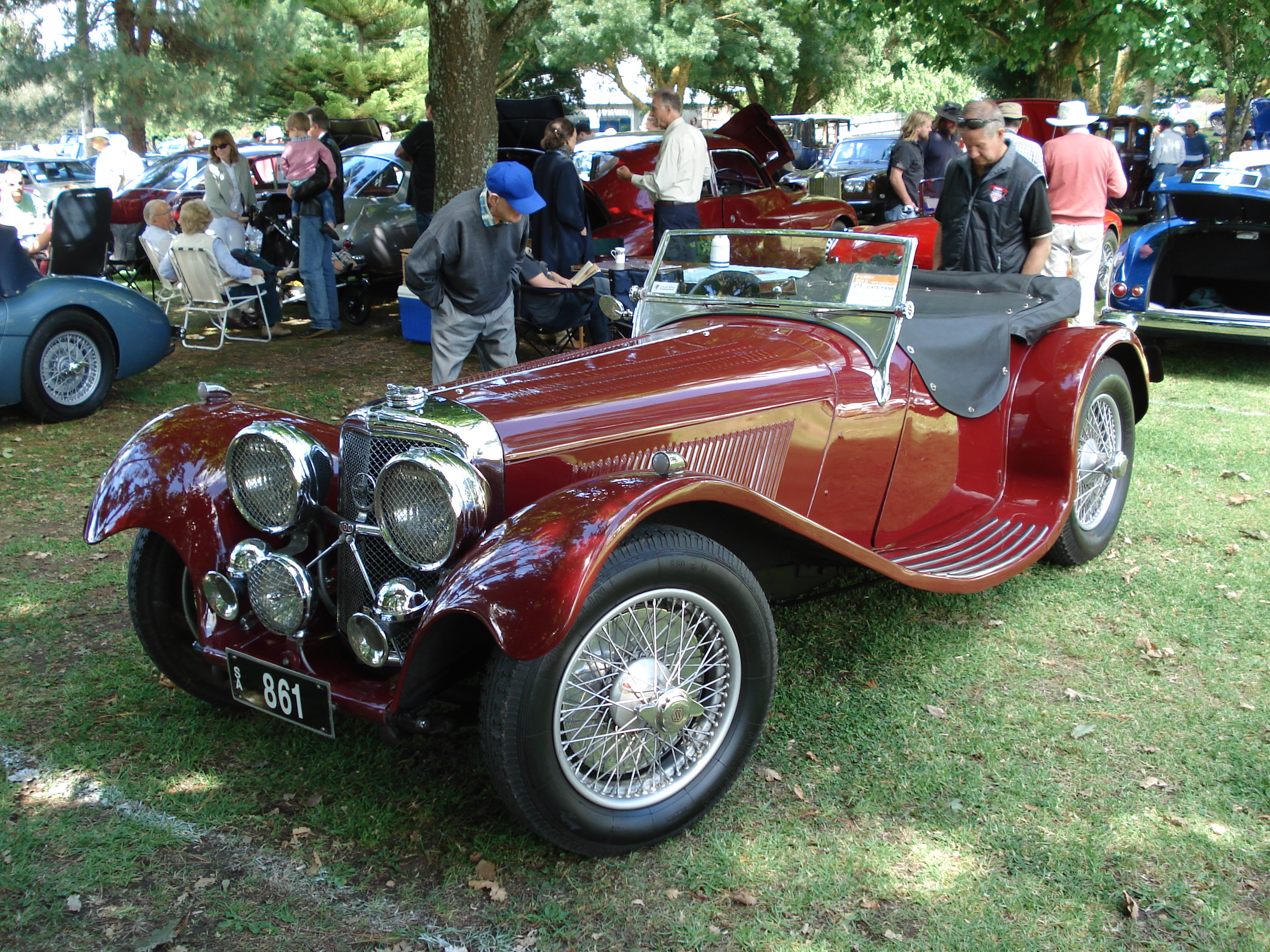
SS Jaguar 100 (1936–1940)
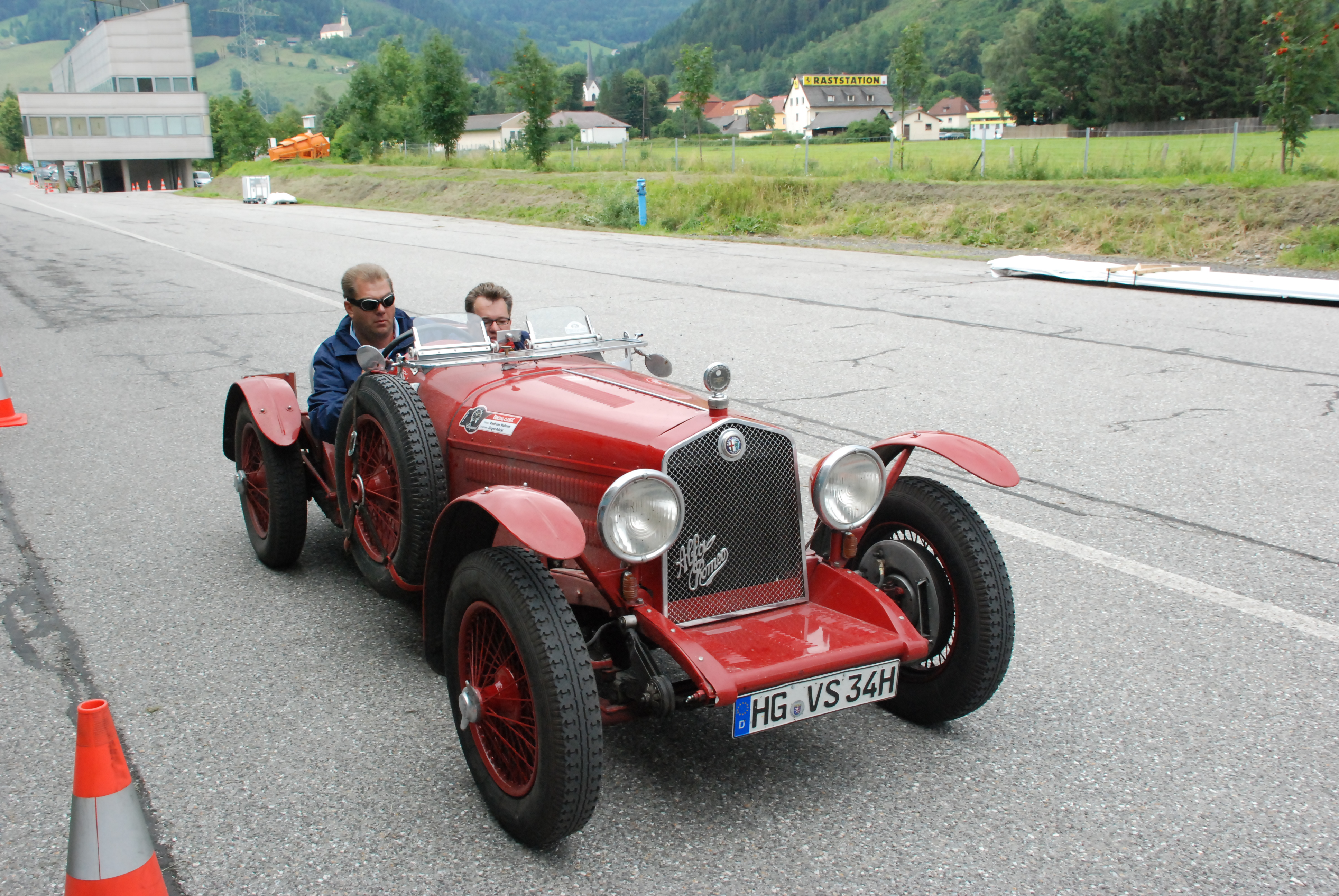
Alfa Romeo 6C 2300 (1934–1937)
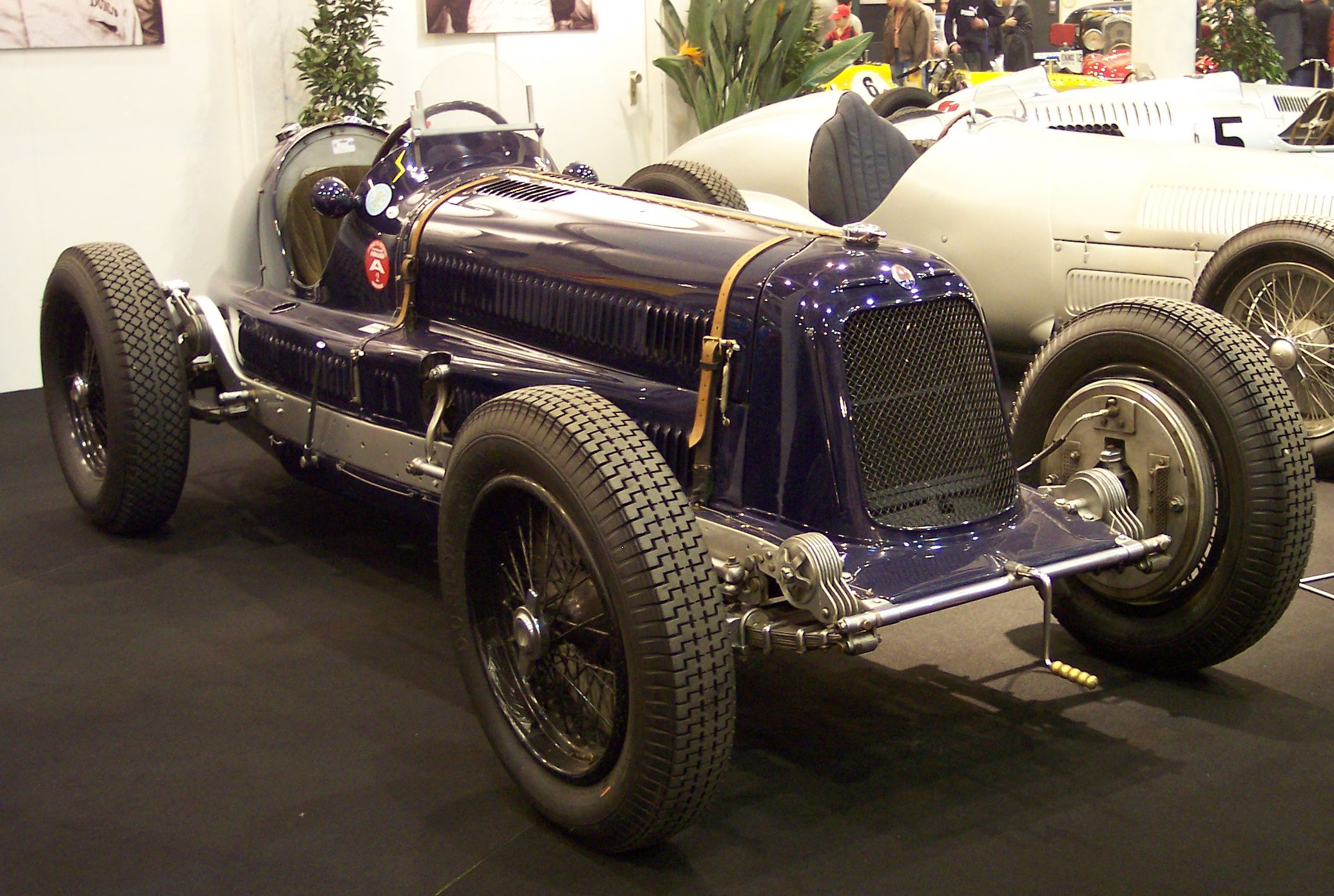
Maserati 8C (1932)
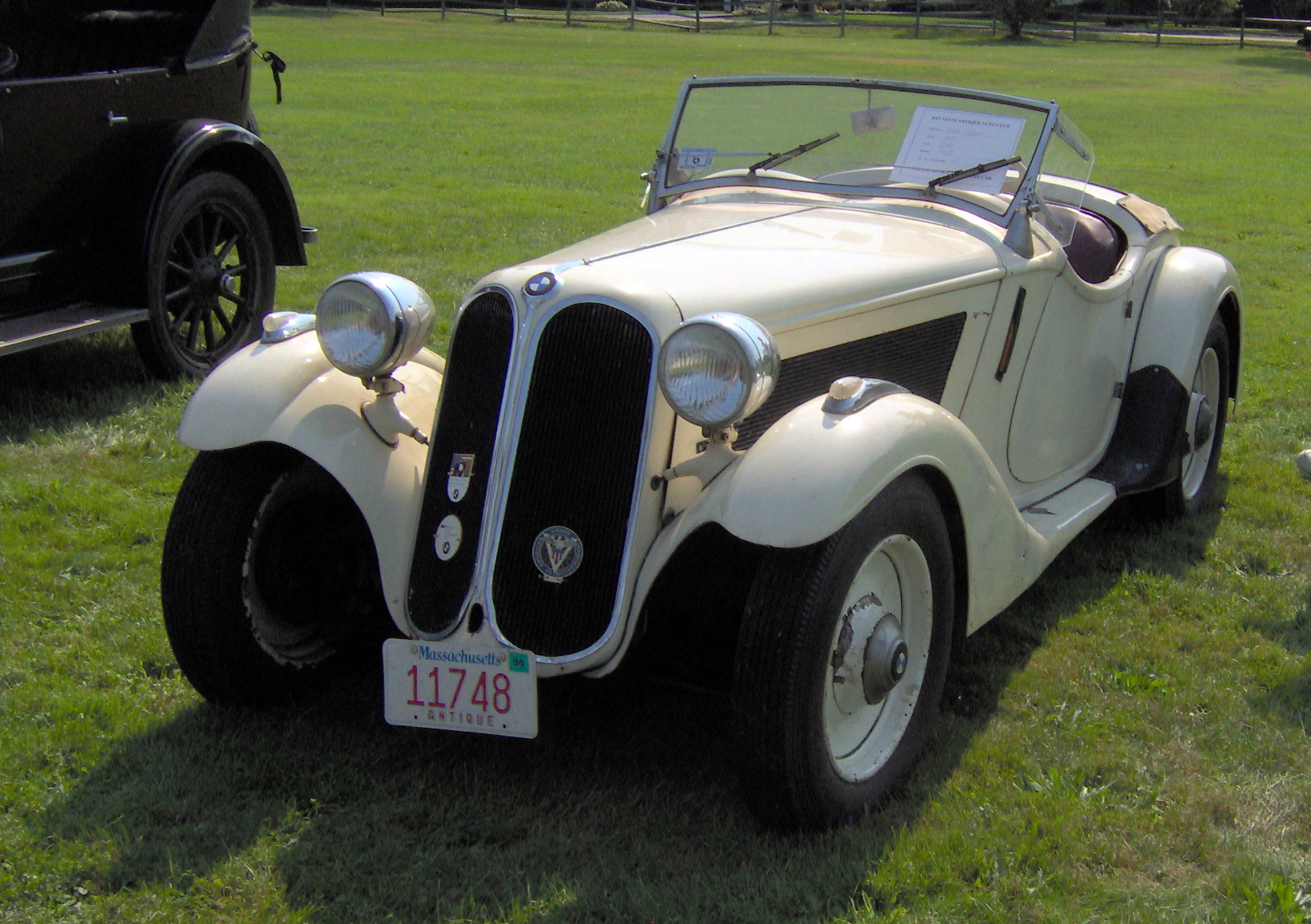
BMW 315/1 (1934–1937)
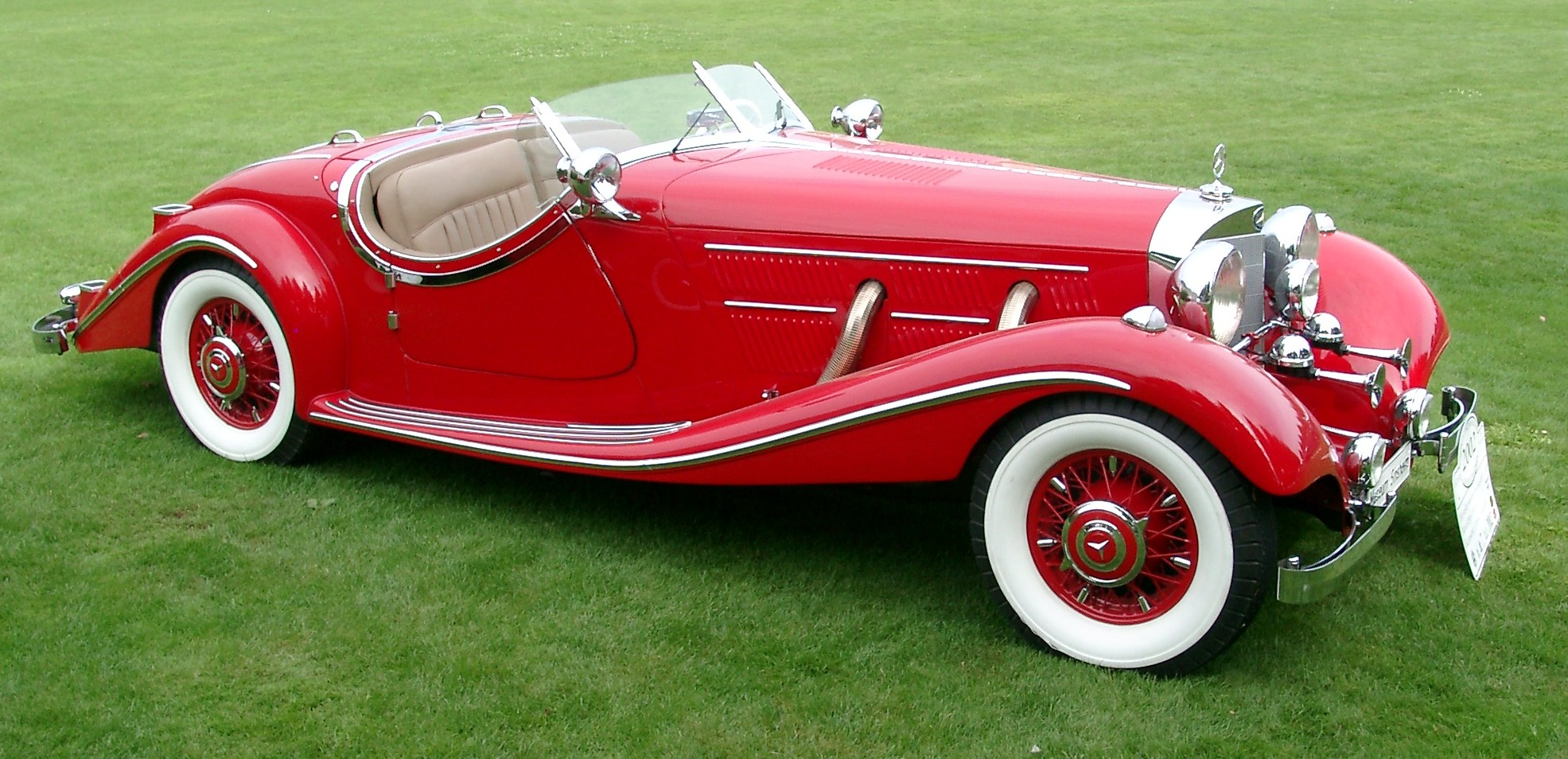
Mercedes-Benz 540K (1936–1940)

### 1940-ві

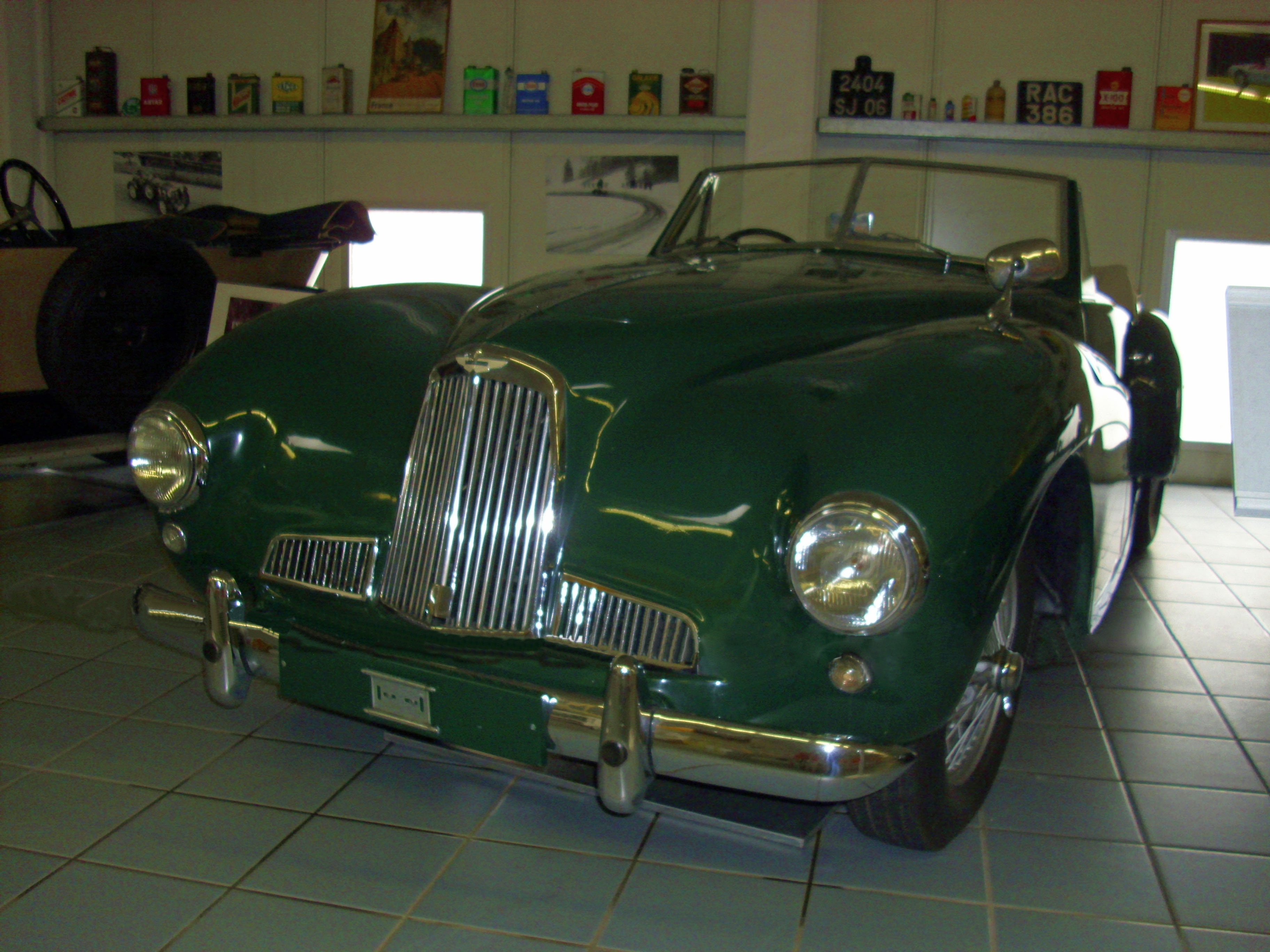
Aston Martin DB1 (1948–1950)
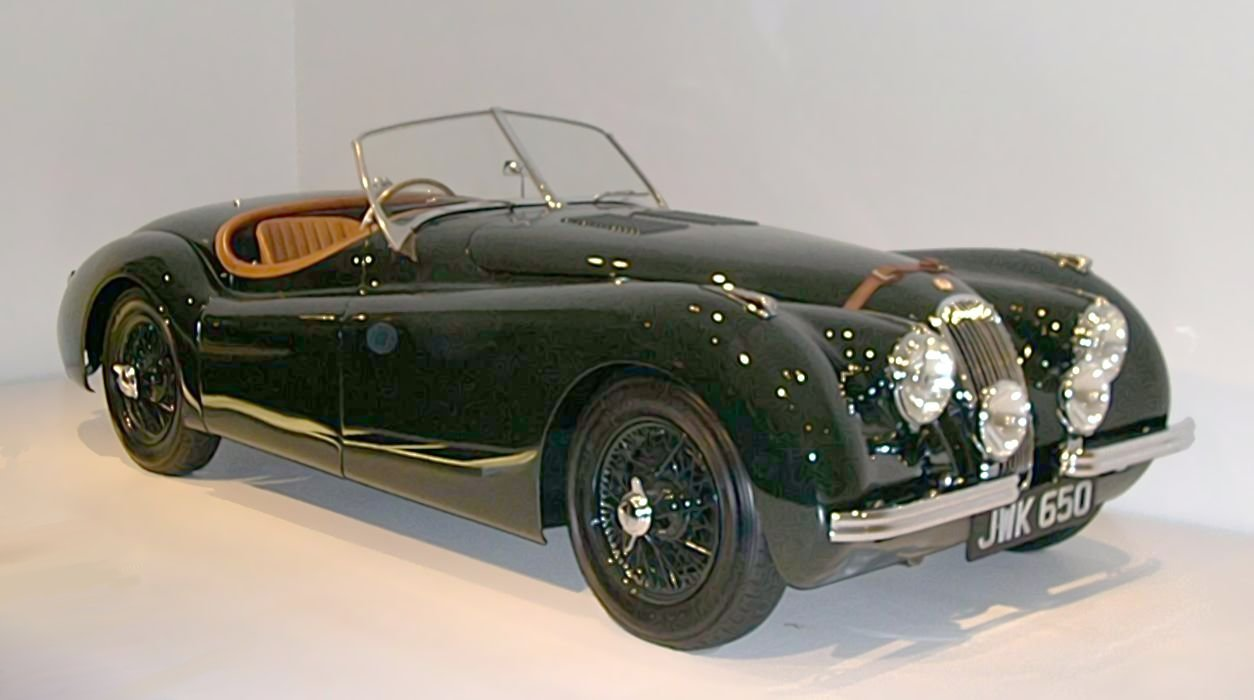
Jaguar XK120 (1948–1954)
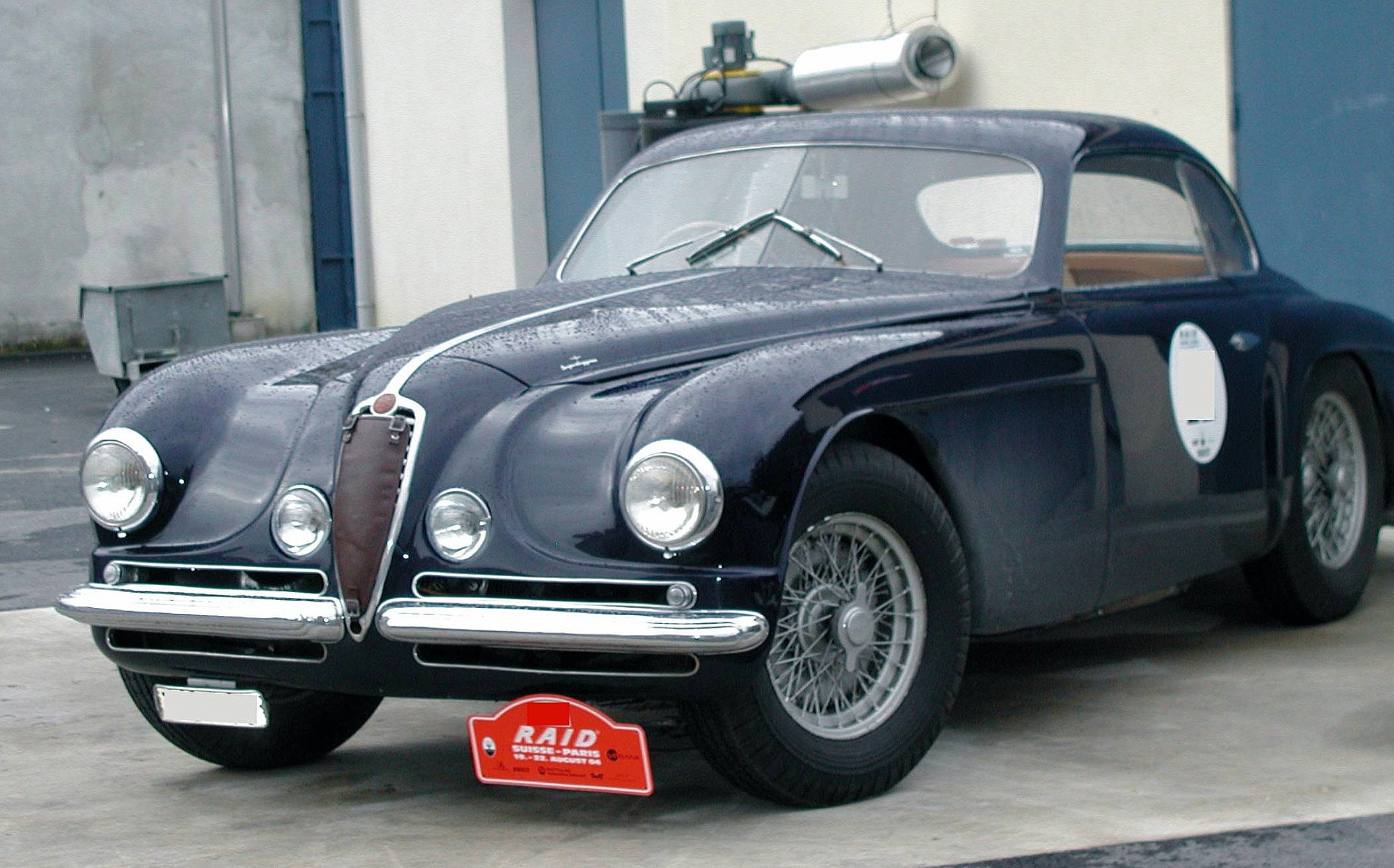
Alfa Romeo 6C 2500 Villa d'Este (1949–1952)
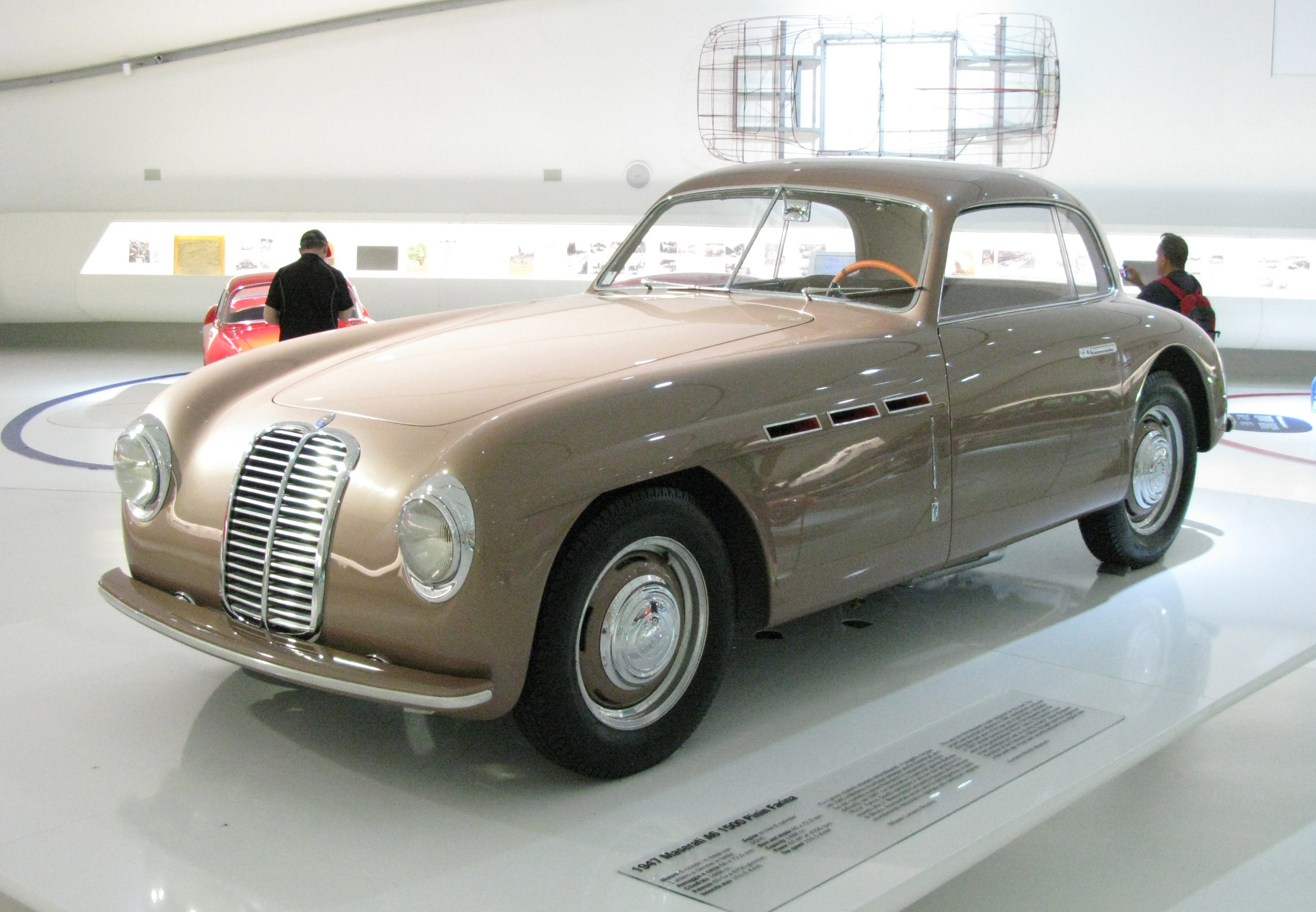
Maserati A6 1500 (1947–1950)
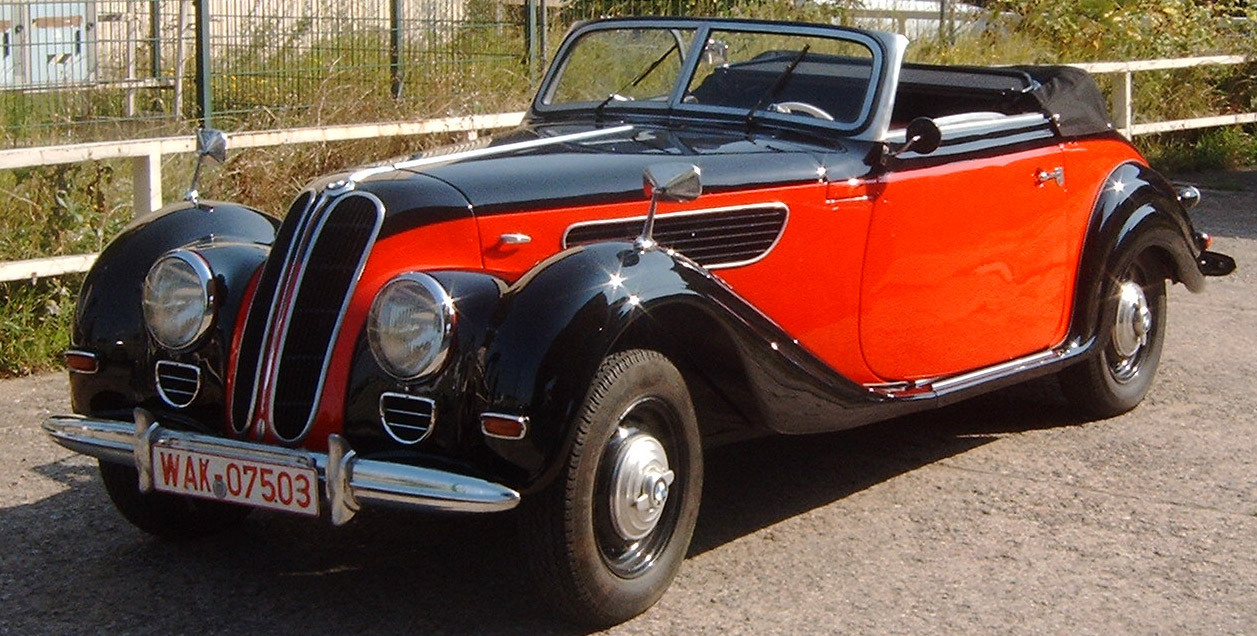
BMW 327 (1937-1941, 1946-1955)
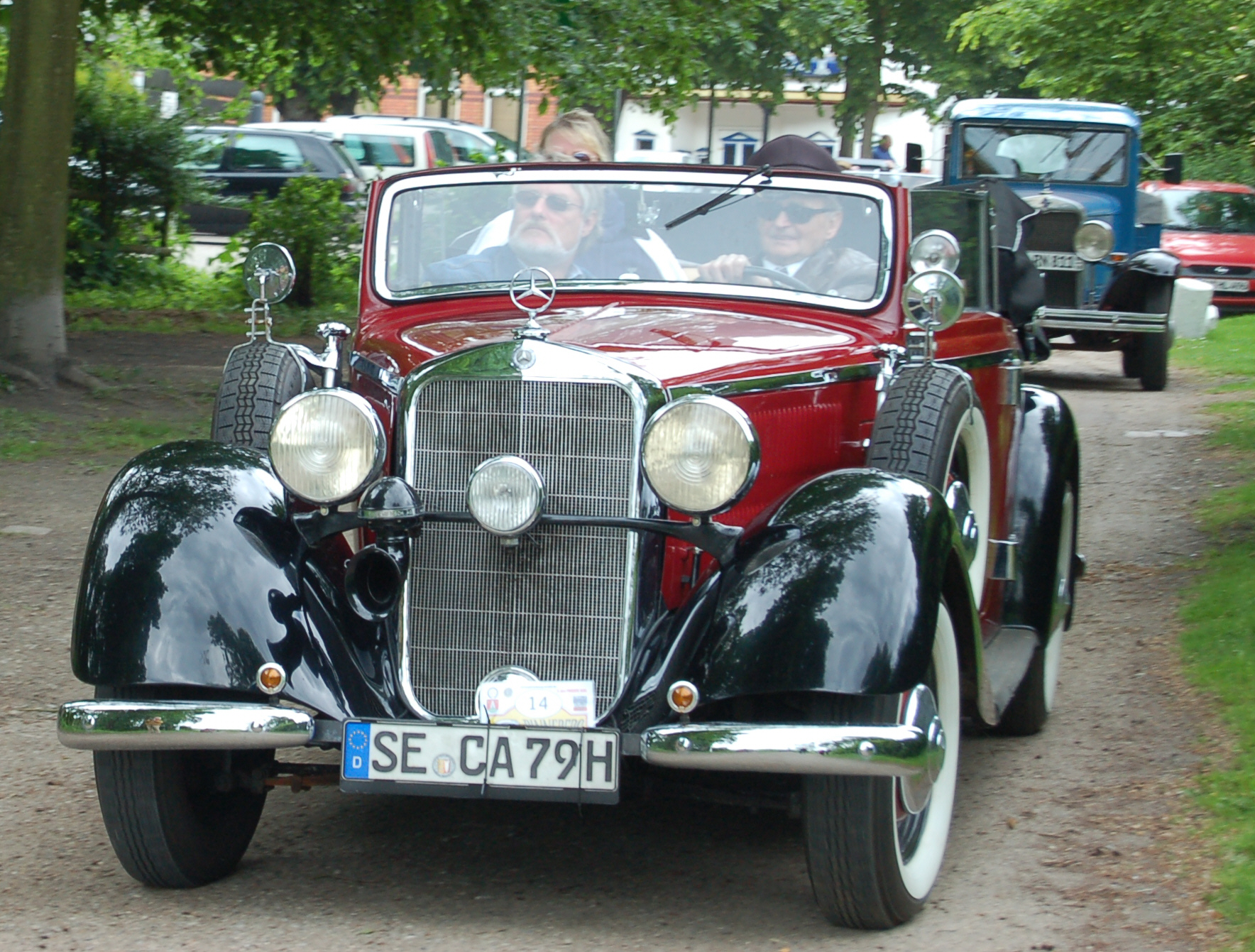
Mercedes-Benz W143 (1937-1941)

### 1950-ті

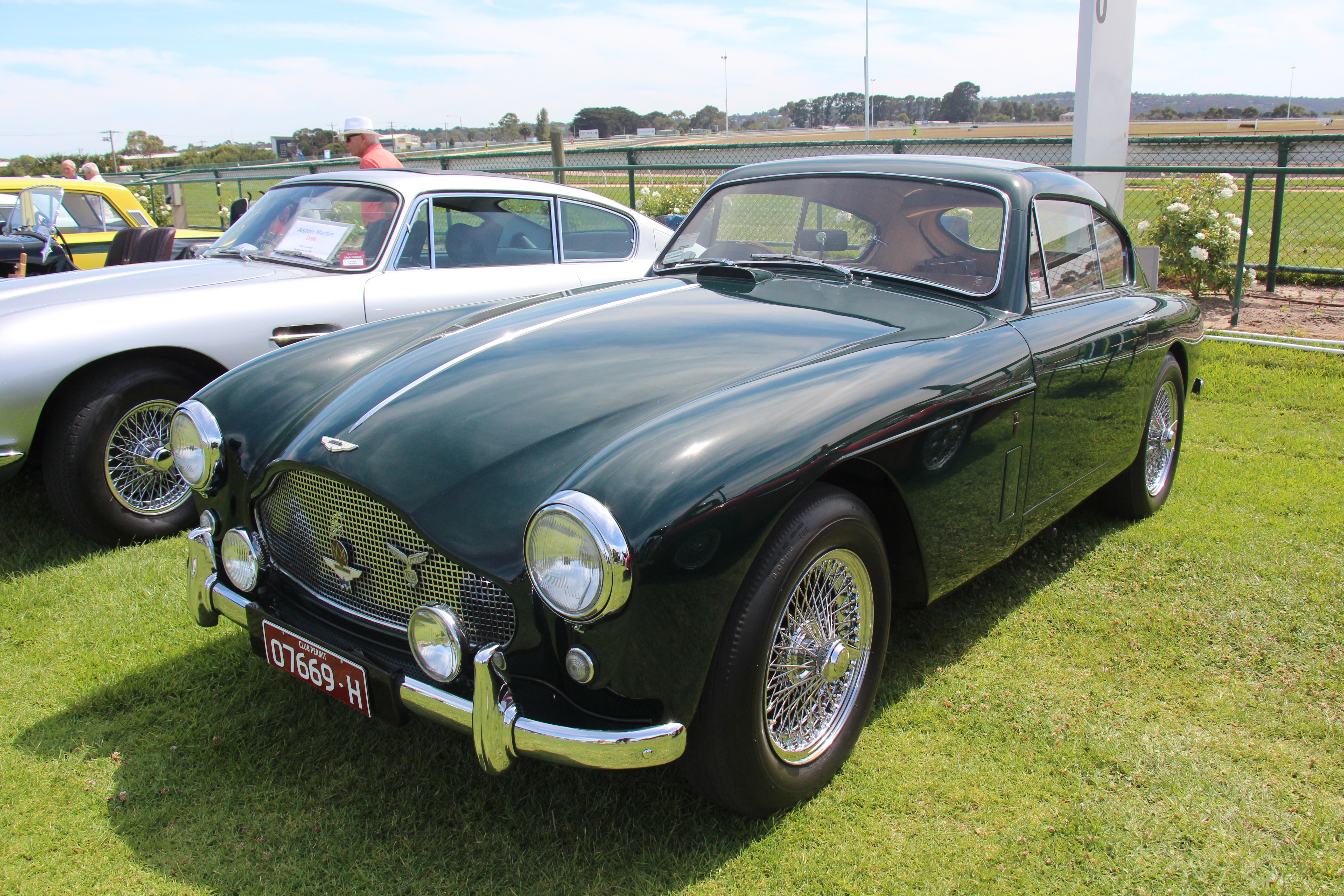
Aston Martin DB Mark III (1957–1959)
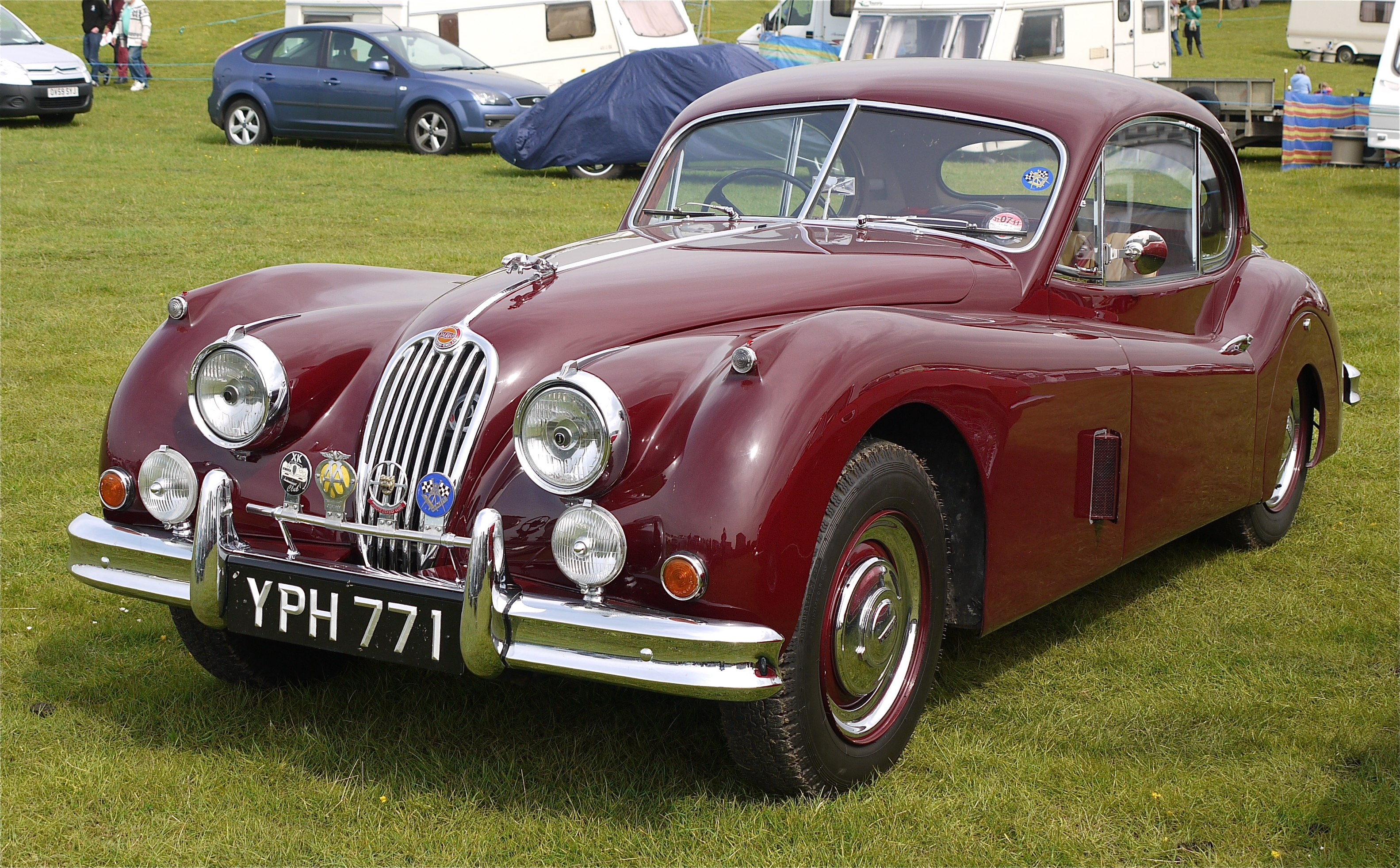
Jaguar XK140 (1954–1957)
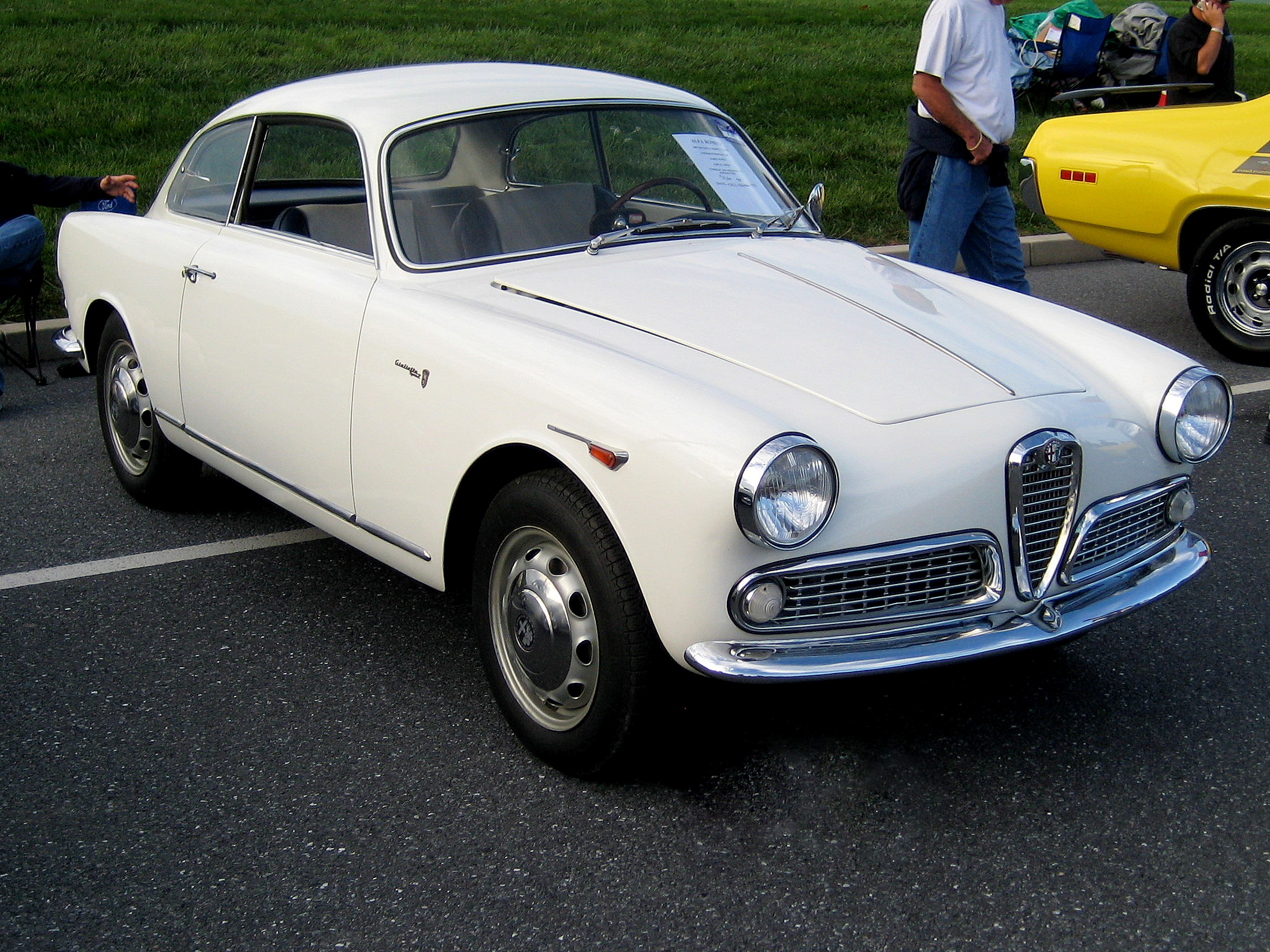
Alfa Romeo Giulietta Sprint (1954–1965)
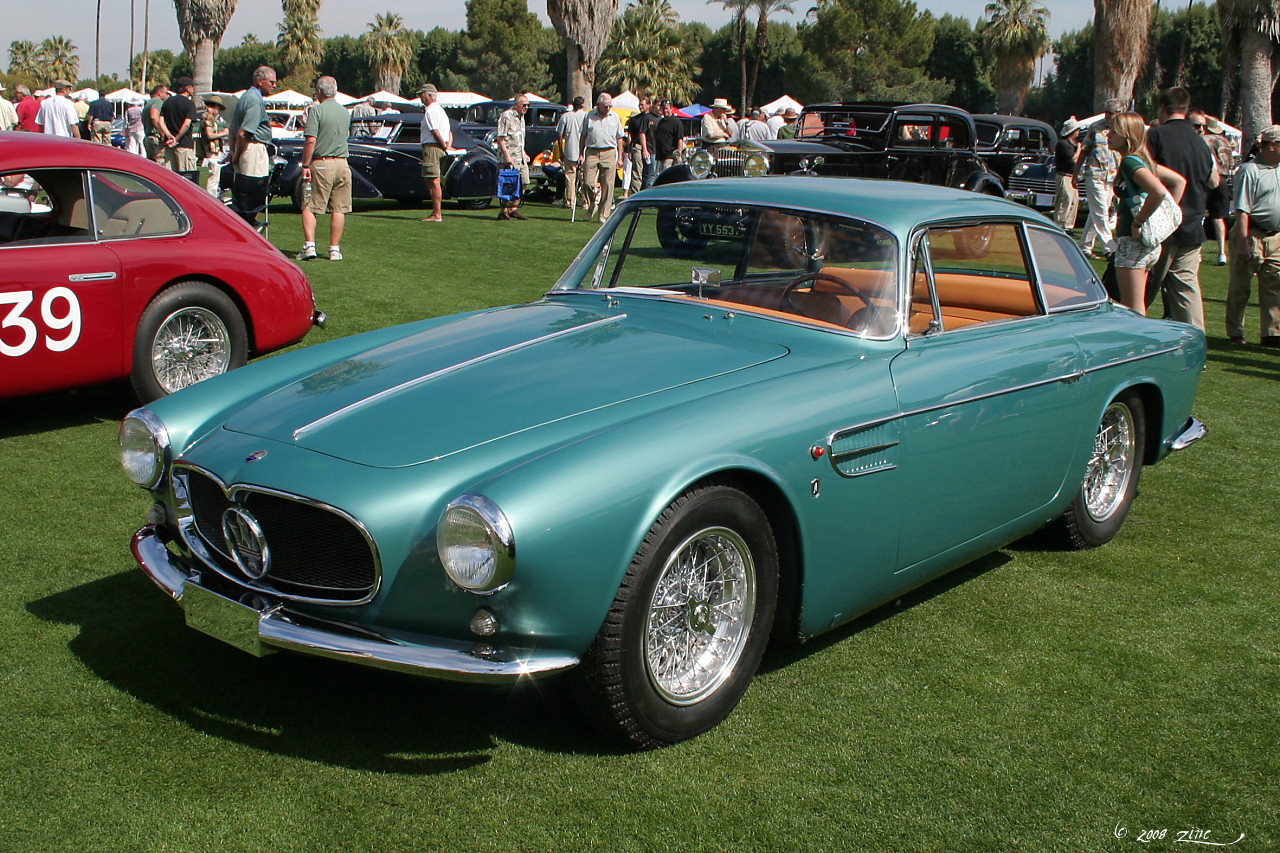
Maserati A6G/54 2000 (1954–1956)
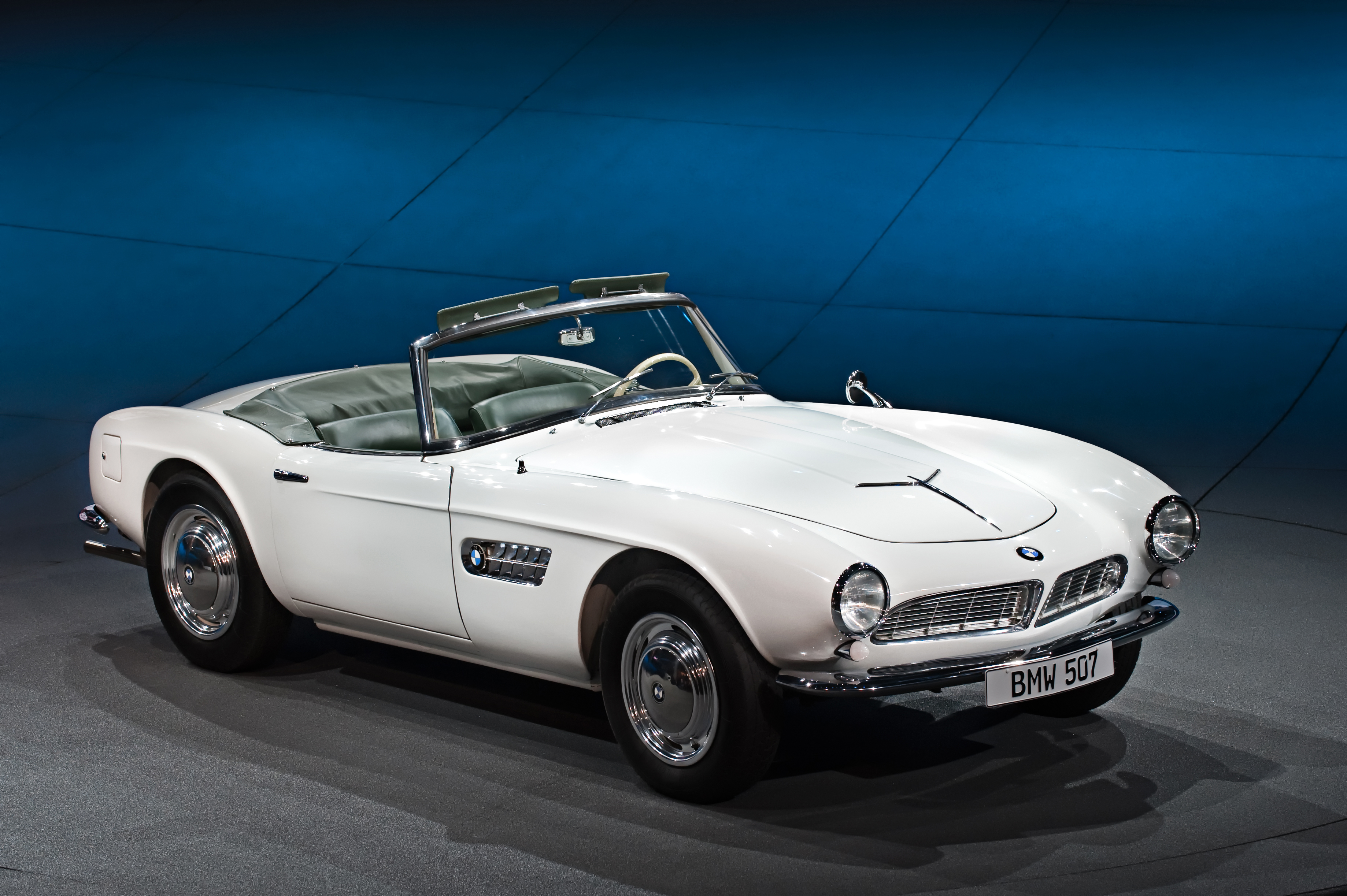
BMW 507 (1956–1959)
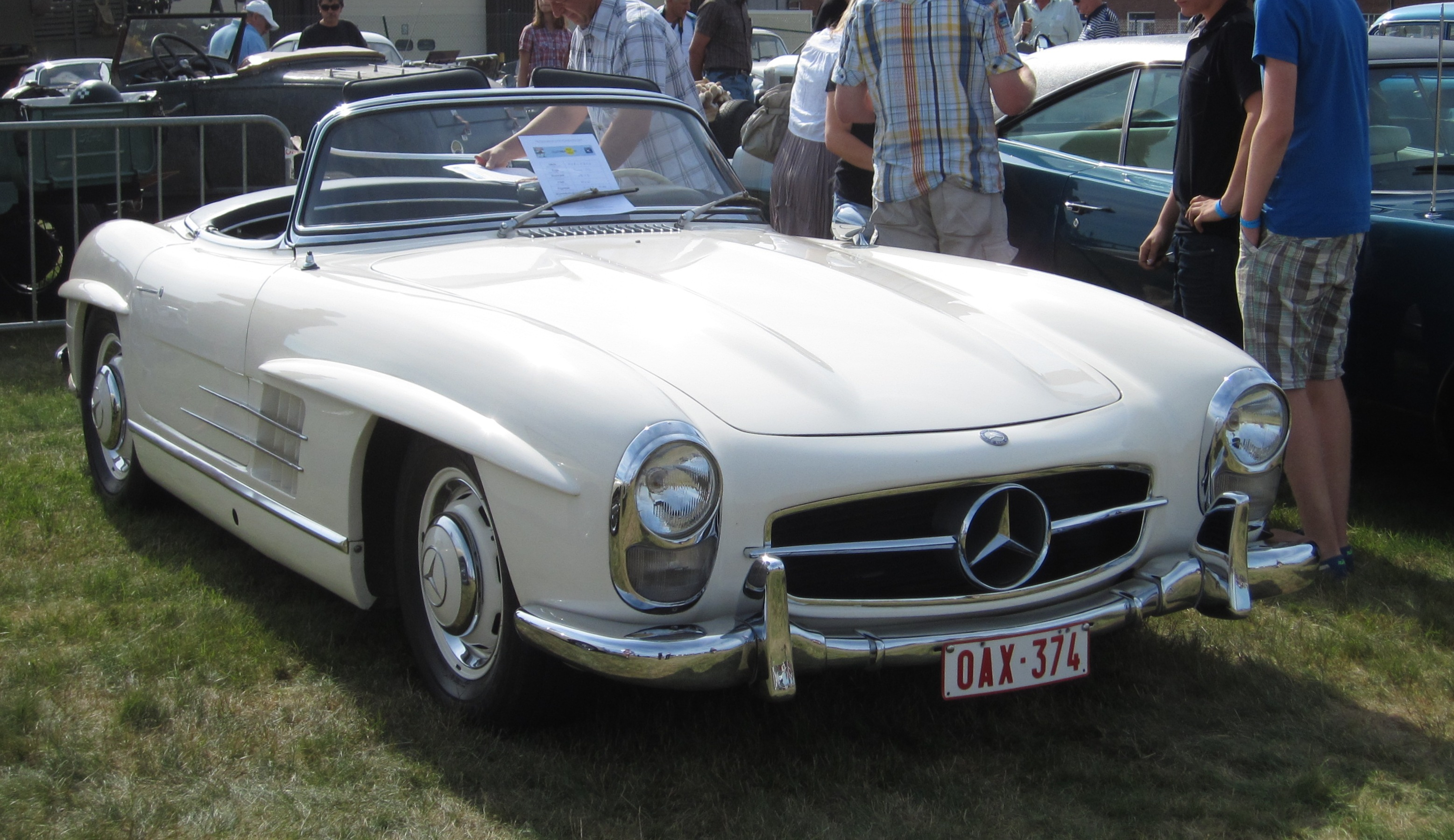
Mercedes-Benz 300 SL Roadster (1954–1963)

### 1960-ті

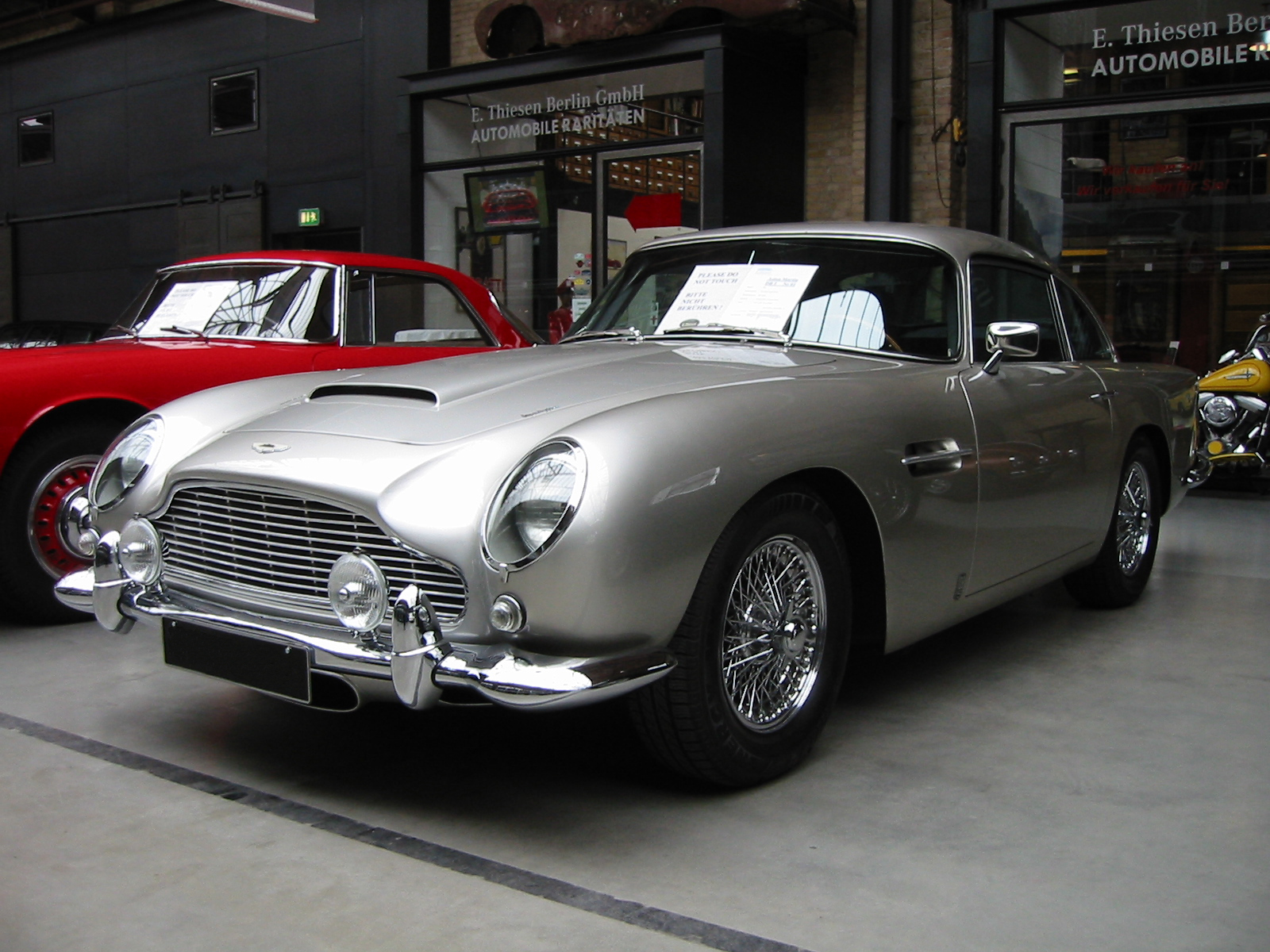
Aston Martin DB5 (1963–1965)
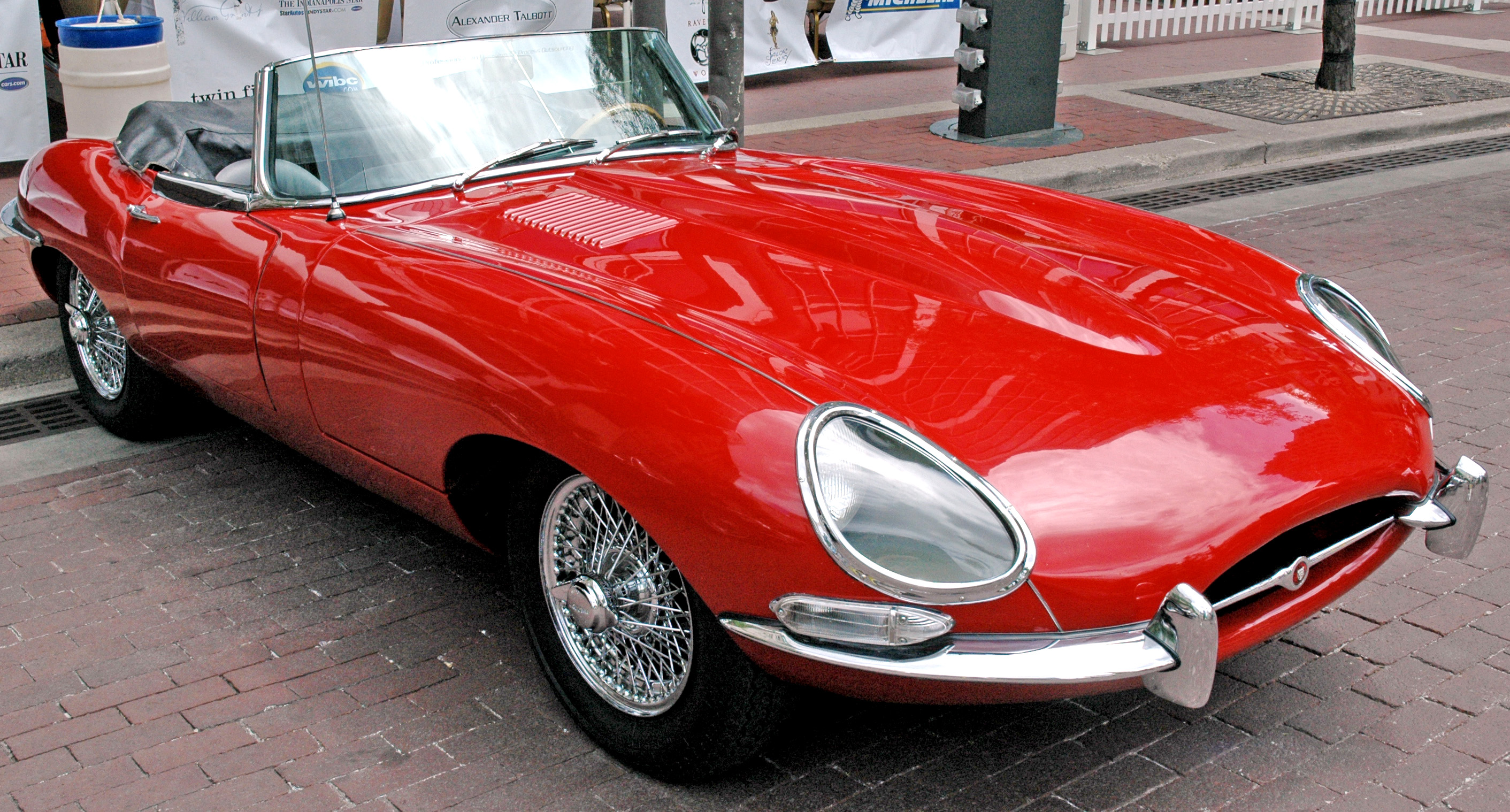
Jaguar E-Type (1961-1975)
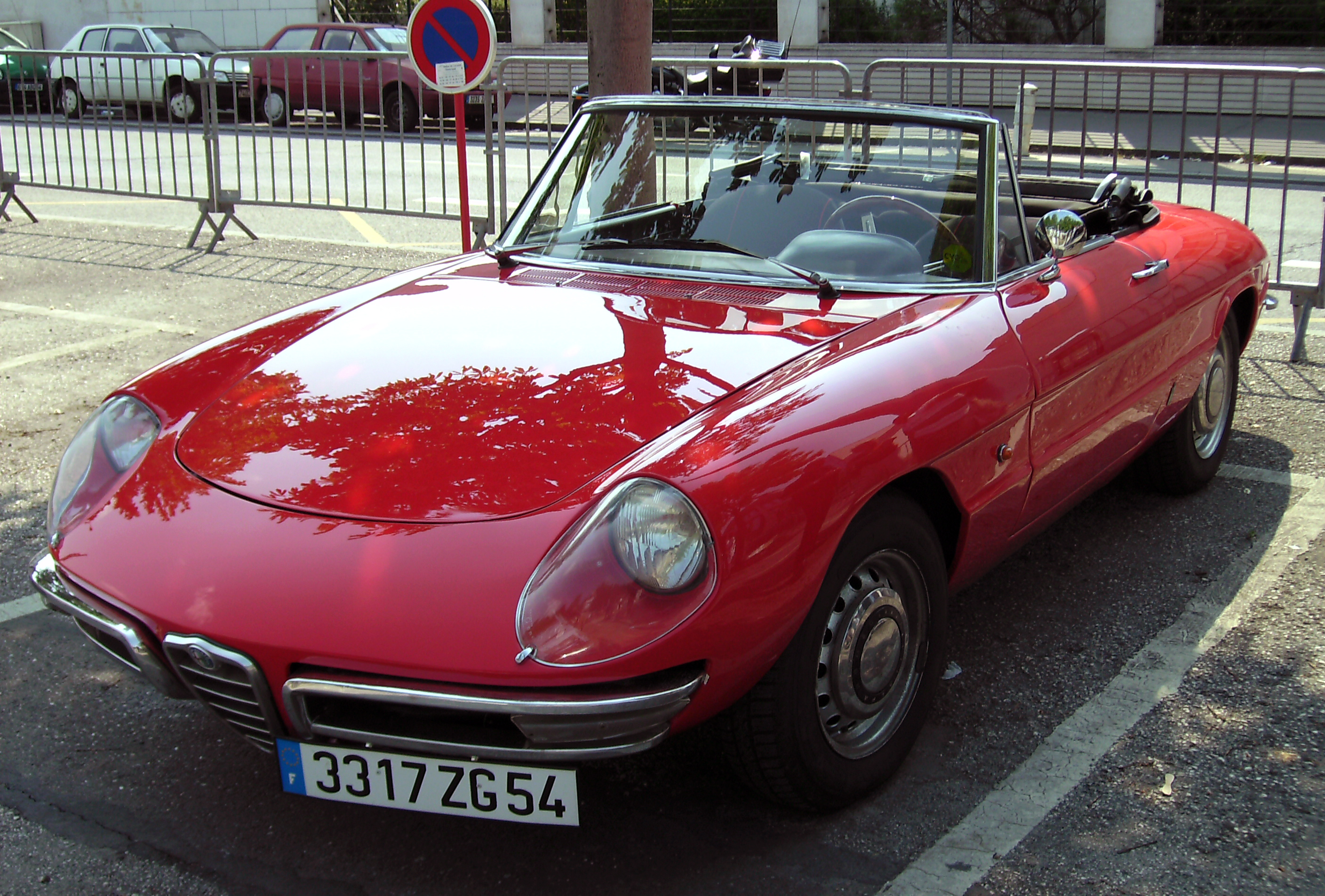
Alfa Romeo Spider (1966–1969)
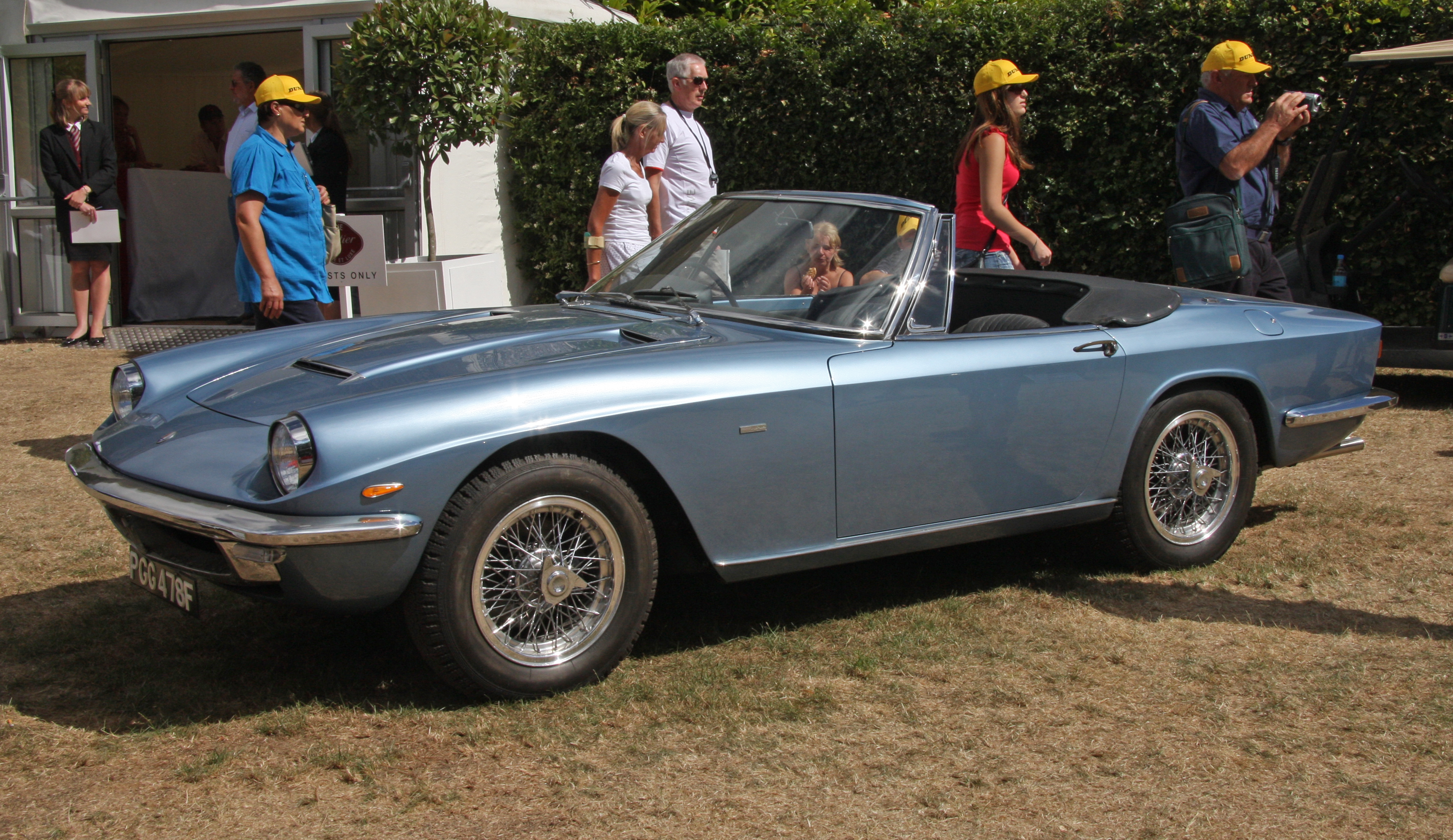
Maserati Mistral Spyder (1963–1970)
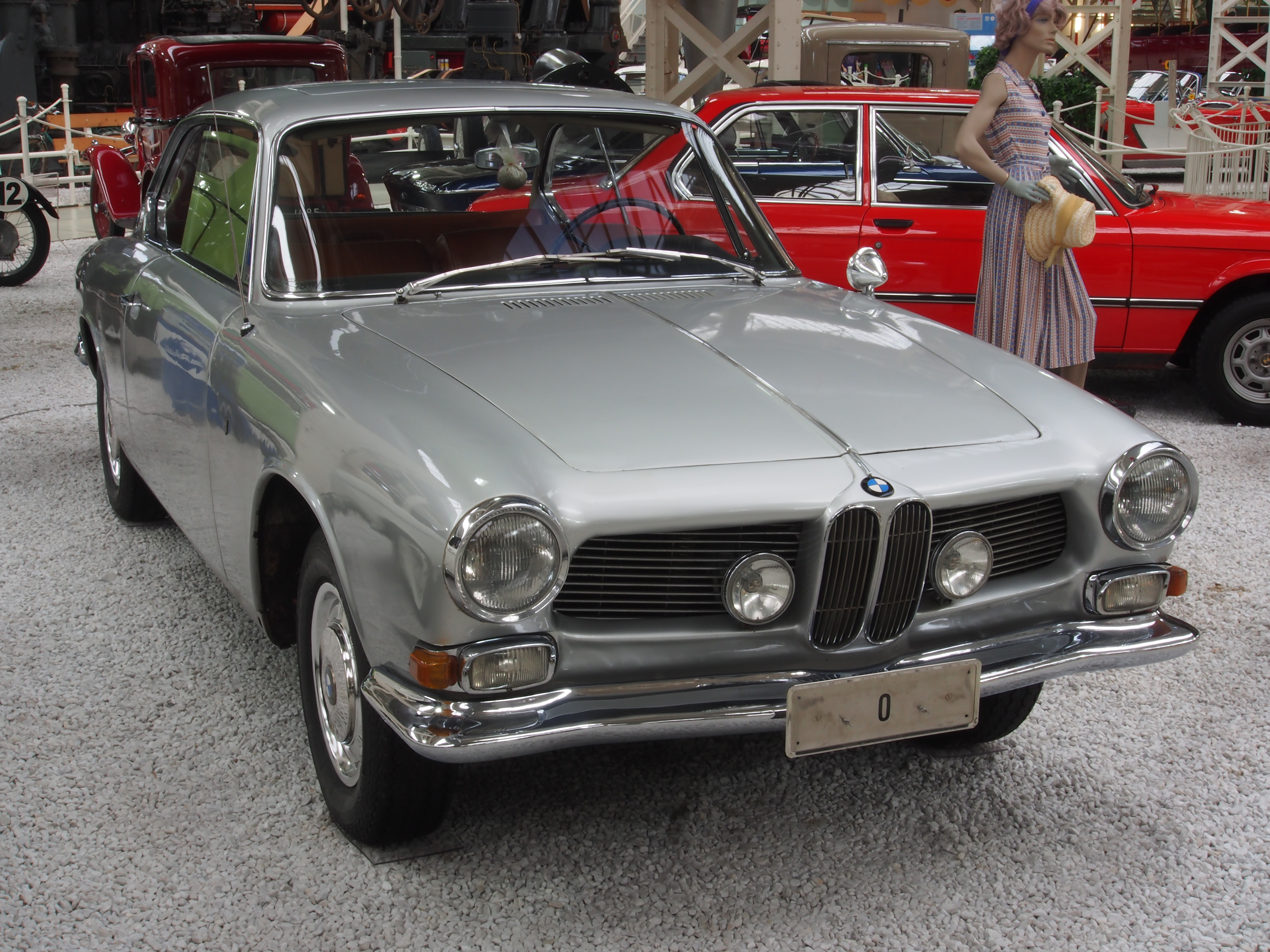
BMW 3200 CS (1962–1965)
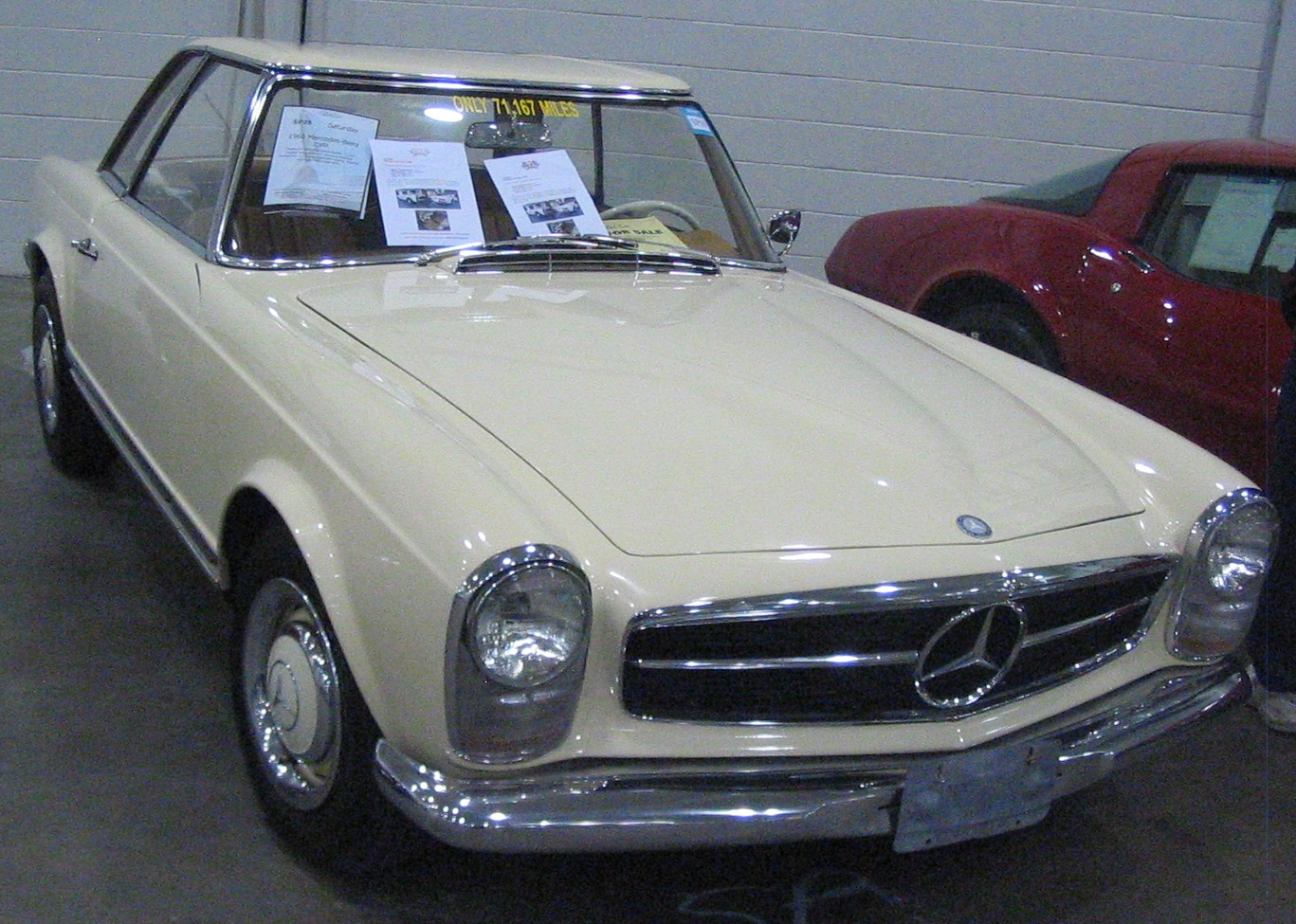
Mercedes-Benz W 113 (1963–1971)

### 1970-ті

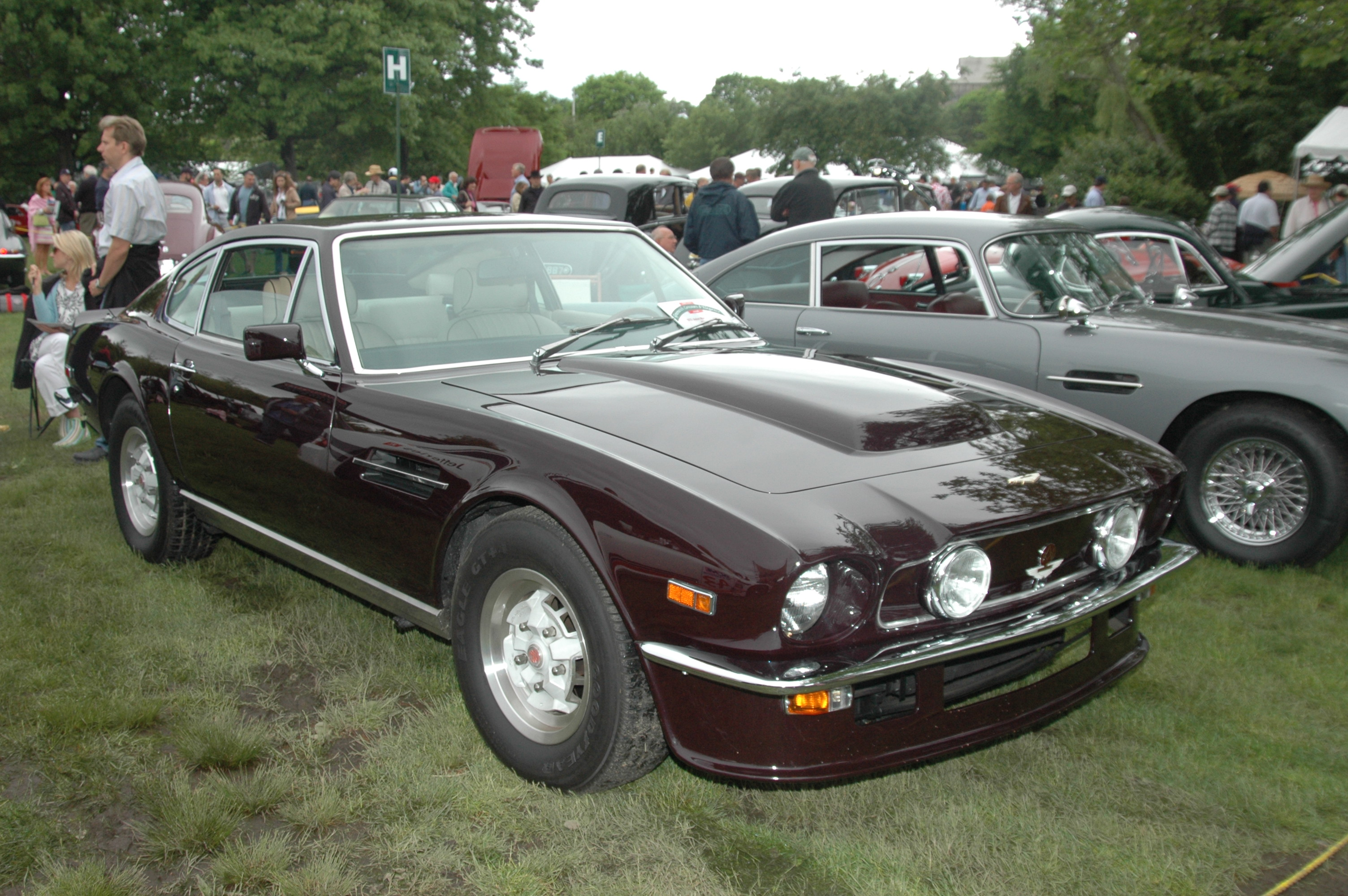
Aston Martin V8 Vantage (1977–1989)
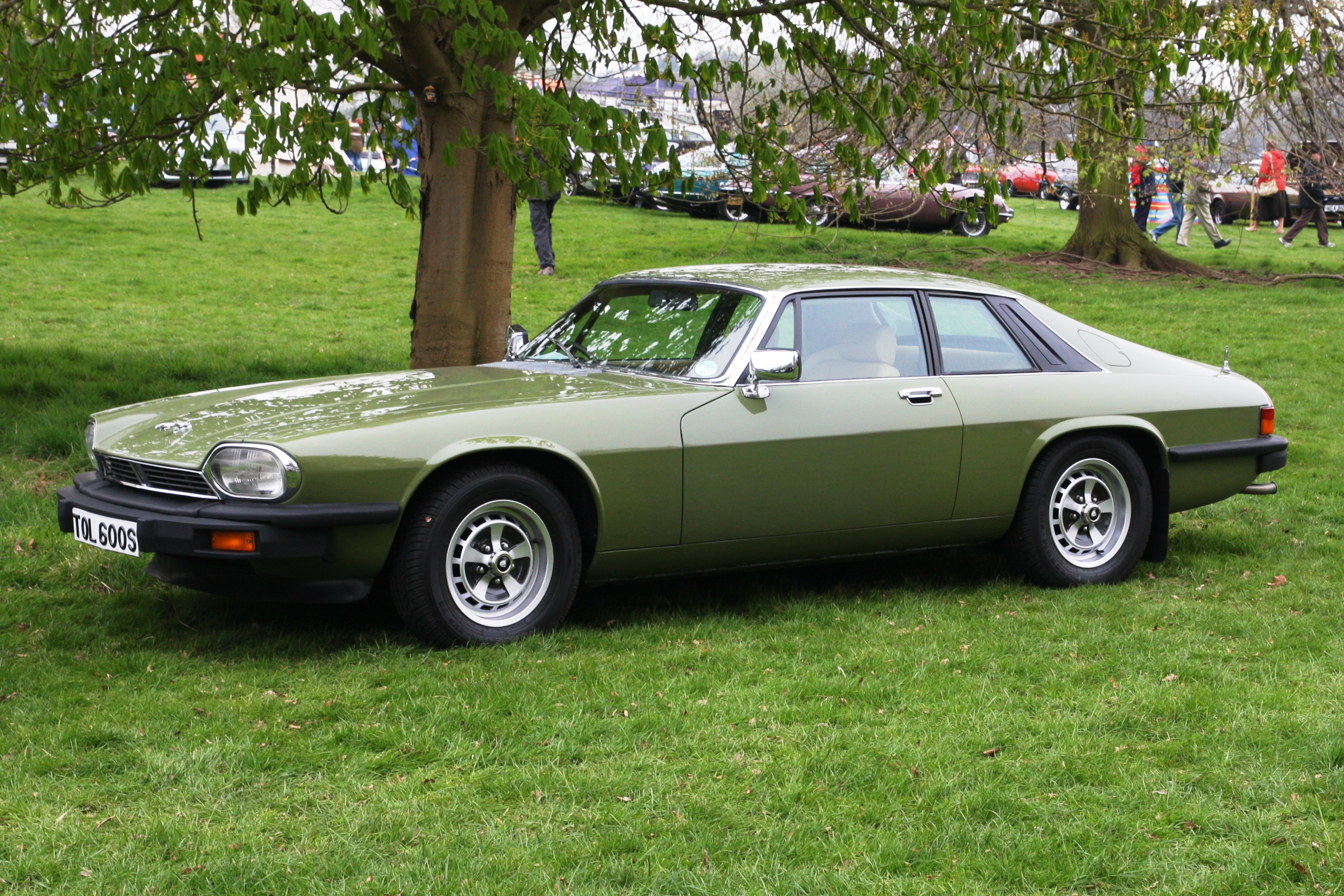
Jaguar XJS (1976–1981)
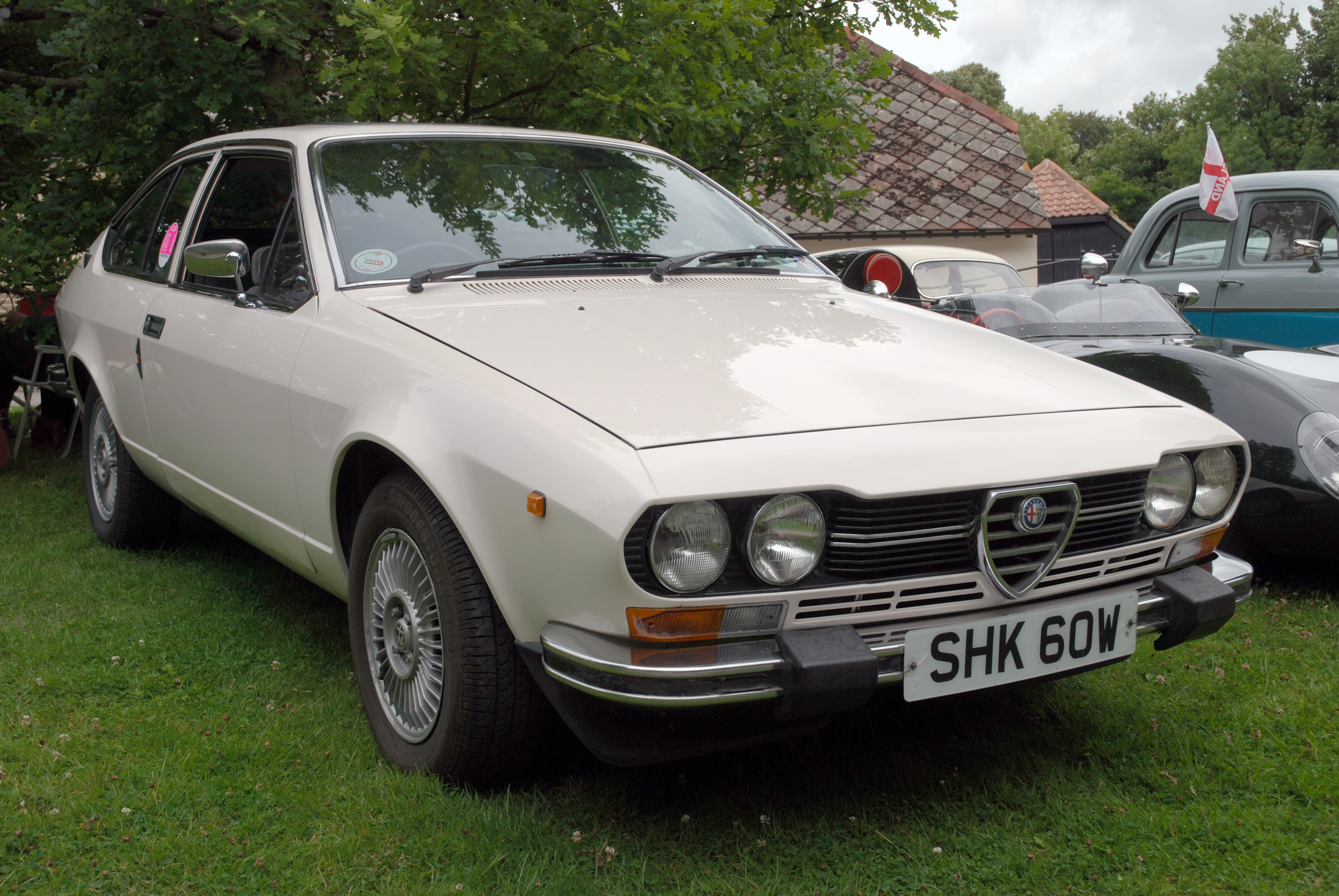
Alfa Romeo Alfetta GTV (1974–1987)
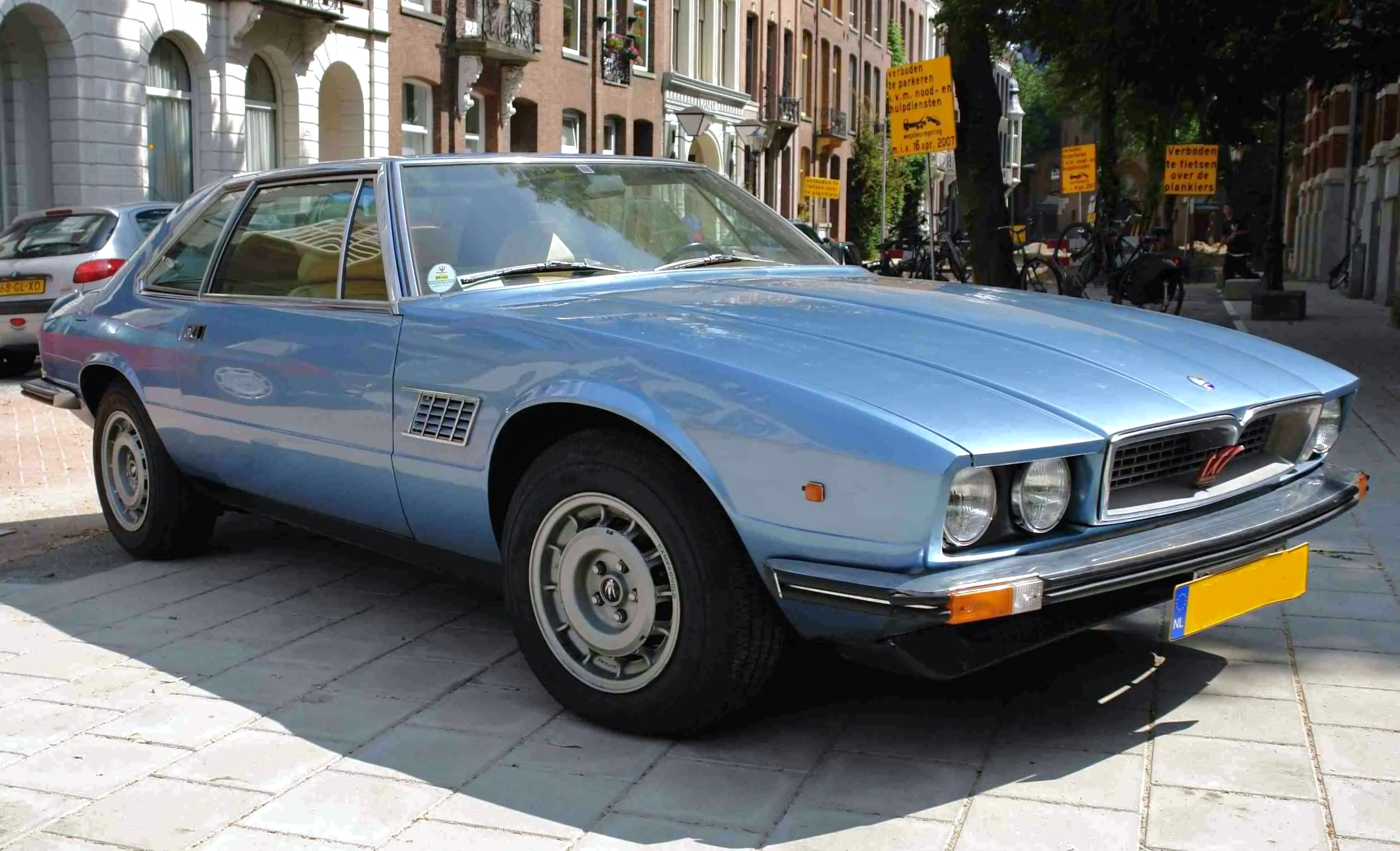
Maserati Kyalami (1977–1983)
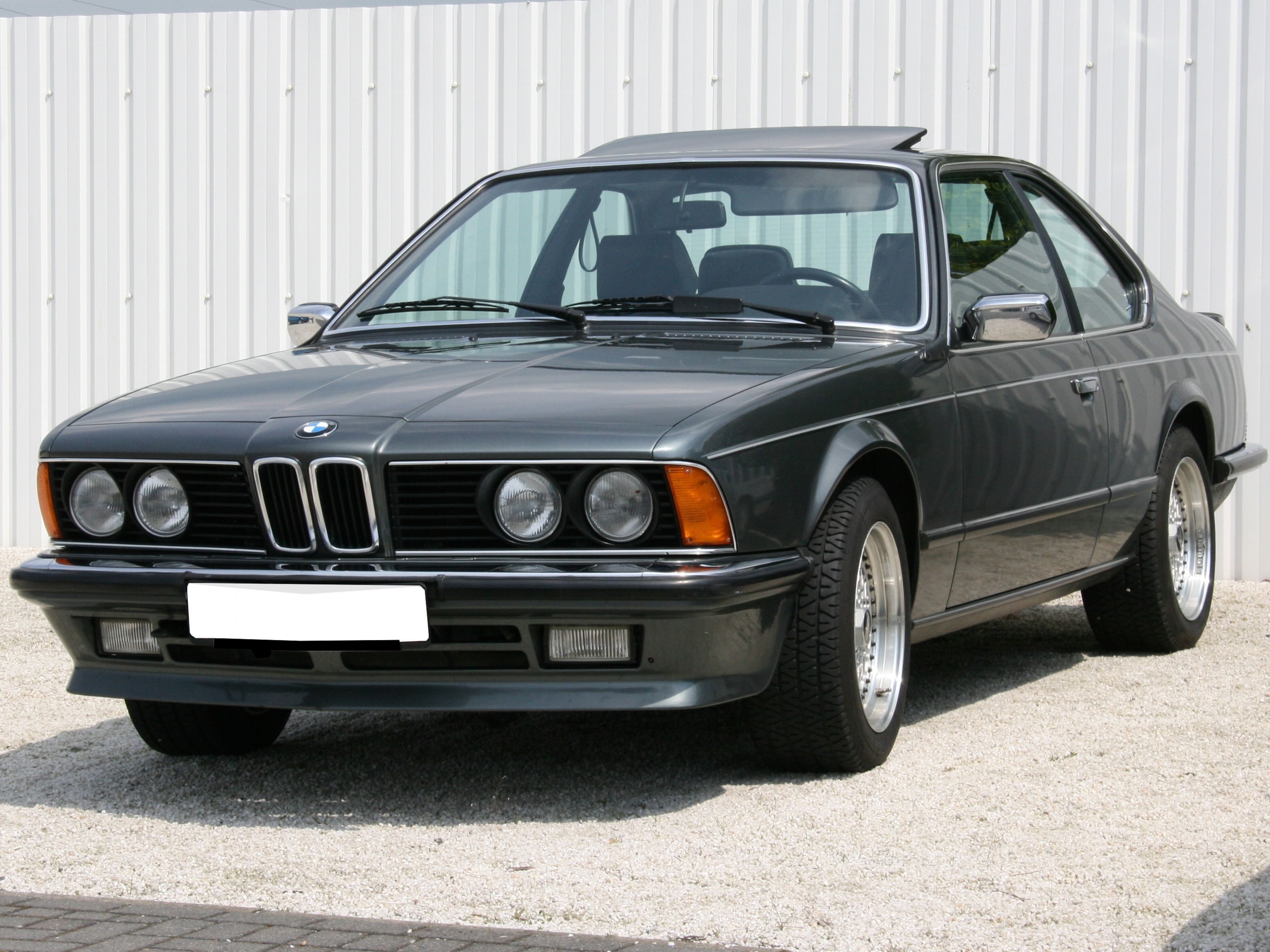
BMW 6 (E24) (1976–1989)
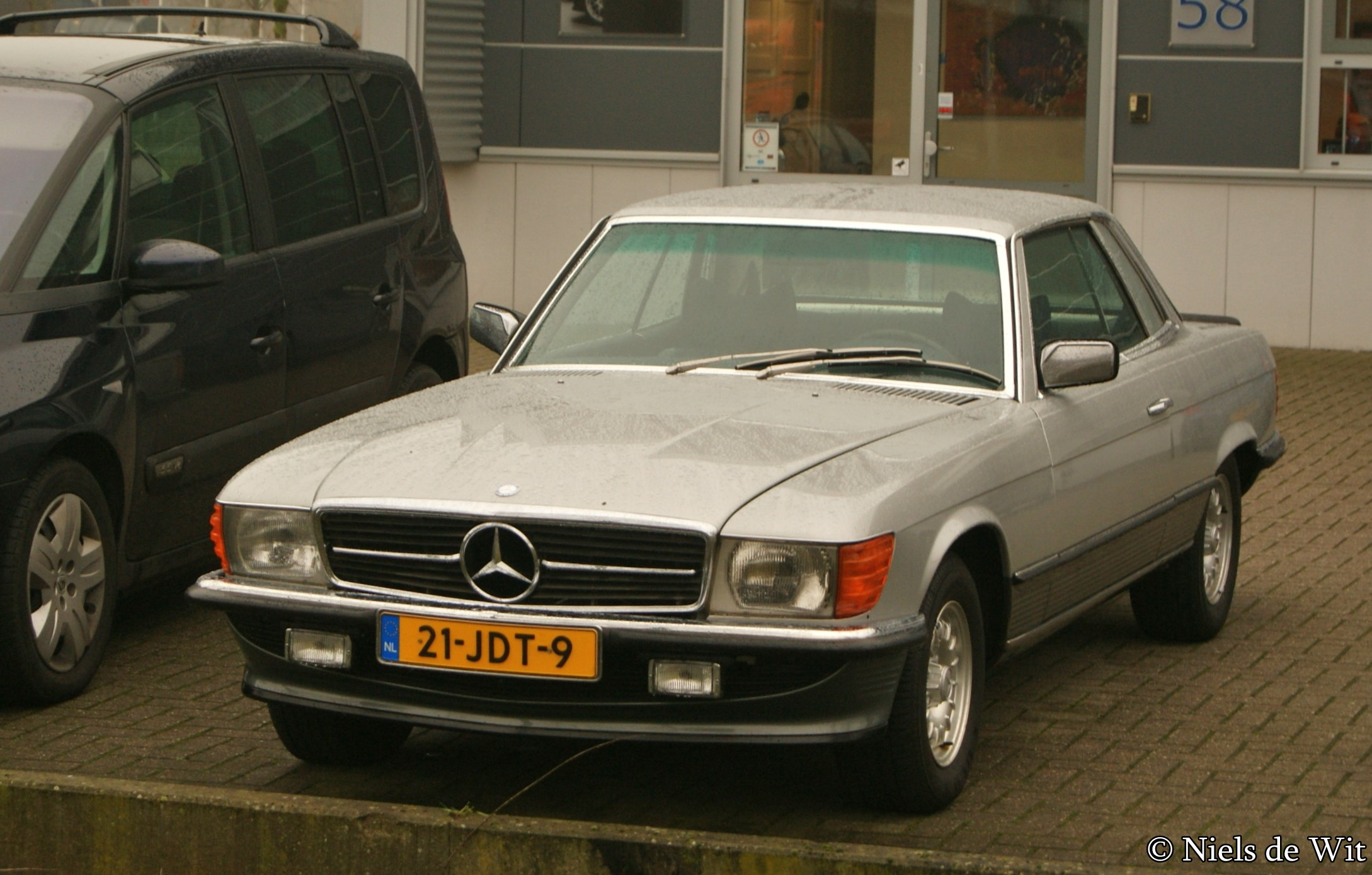
Mercedes-Benz SL (R107) (1971–1989)

### 1980-ті

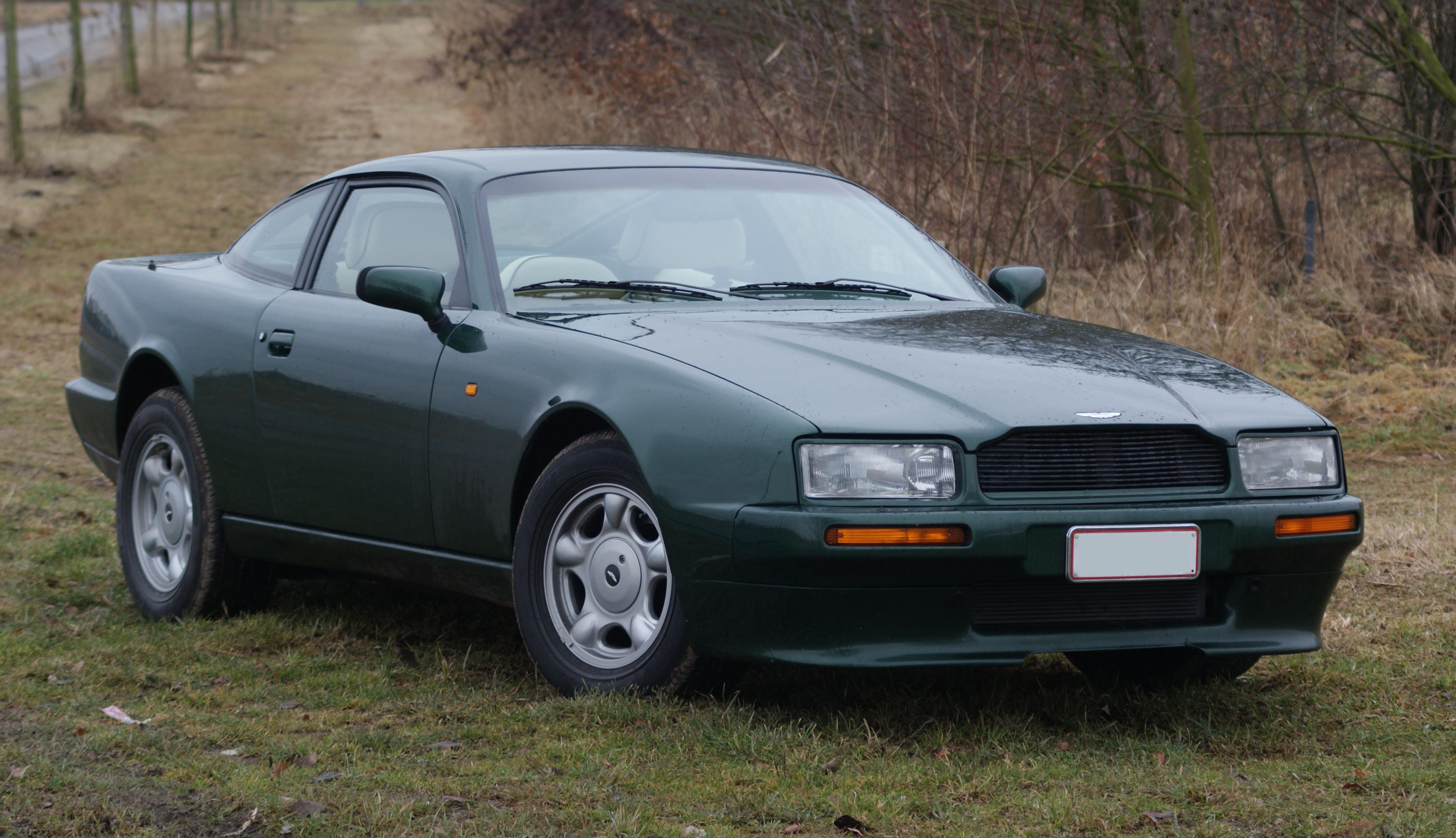
Aston Martin Virage (1989–2000)
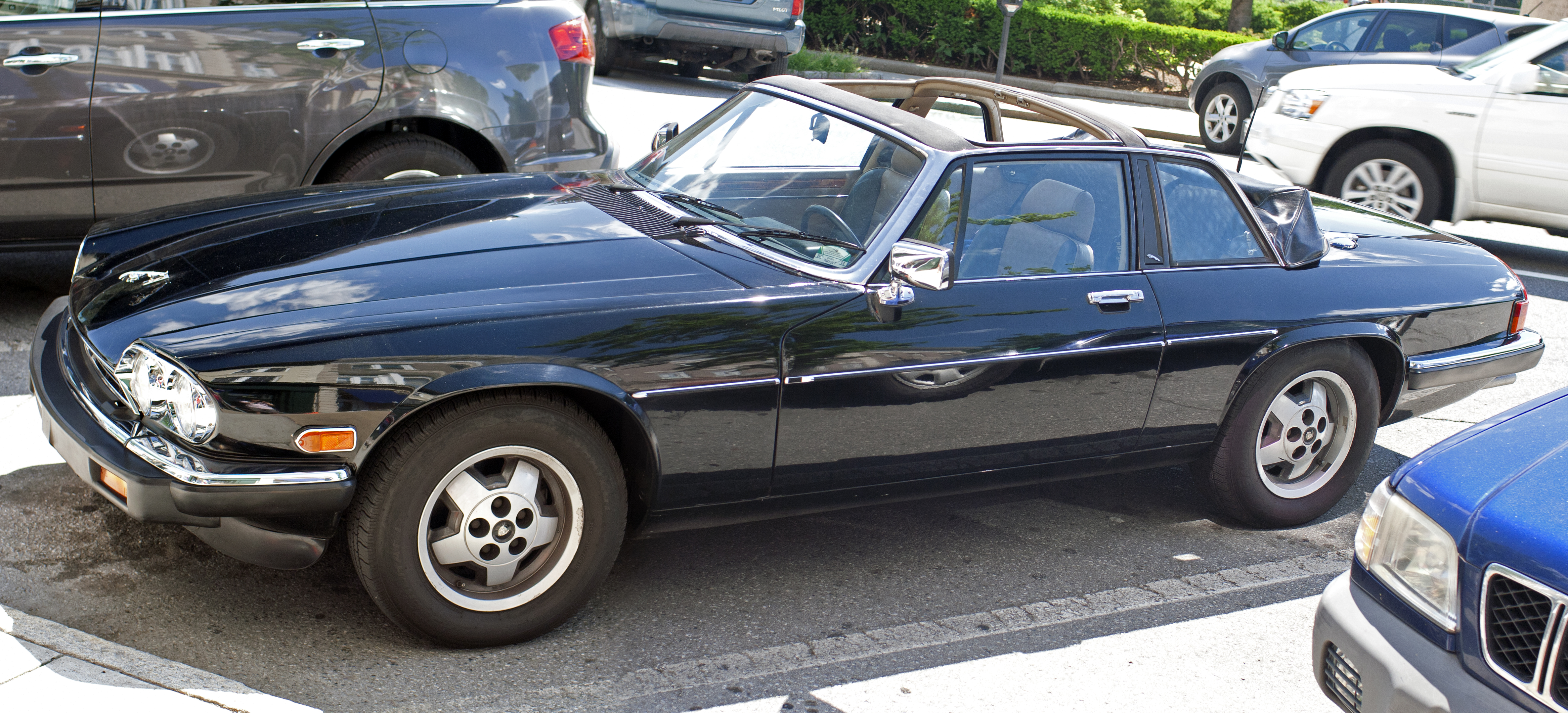
Jaguar XJ-SC (1982–1991)
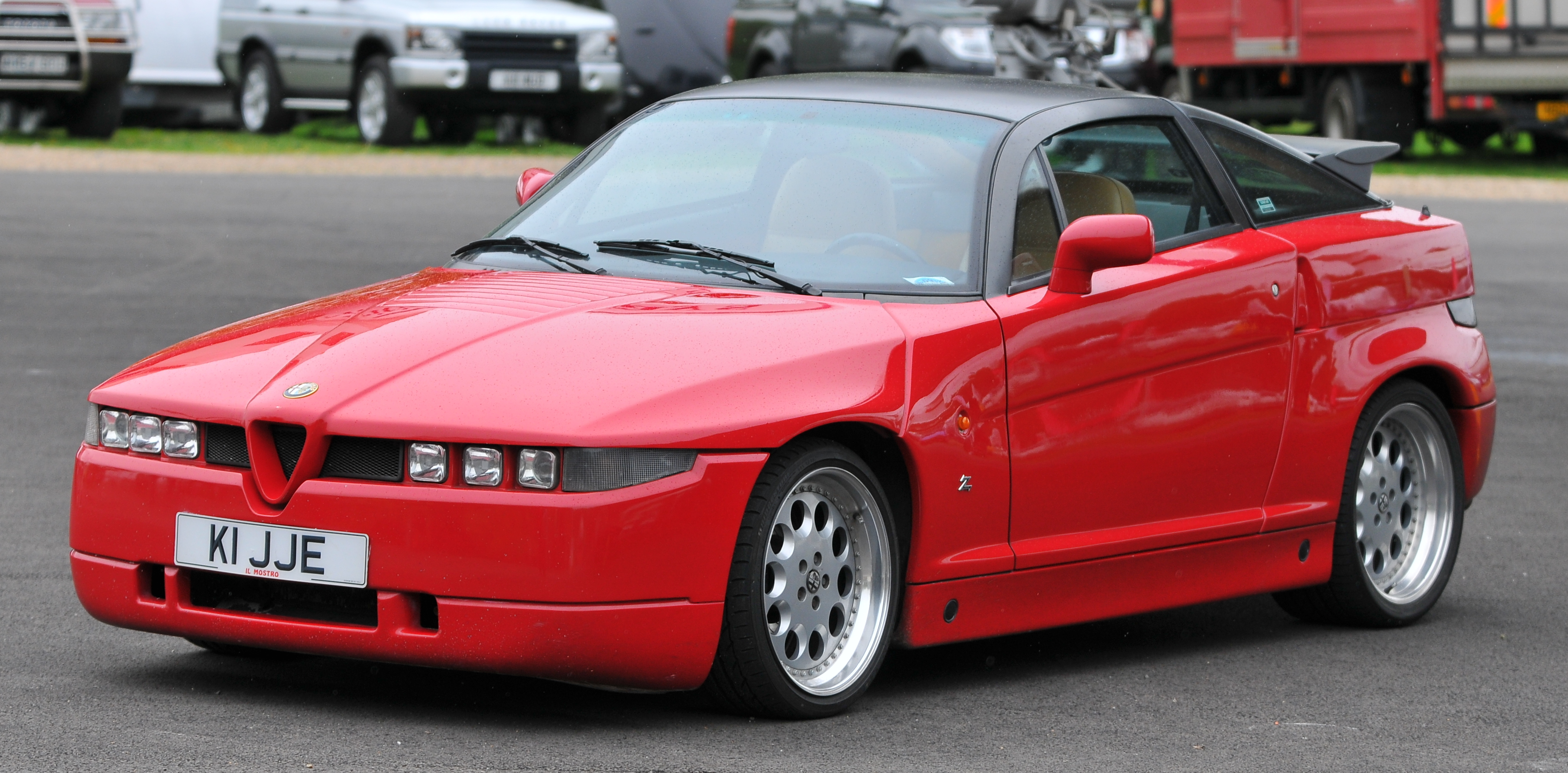
Alfa Romeo SZ (1989–1991)
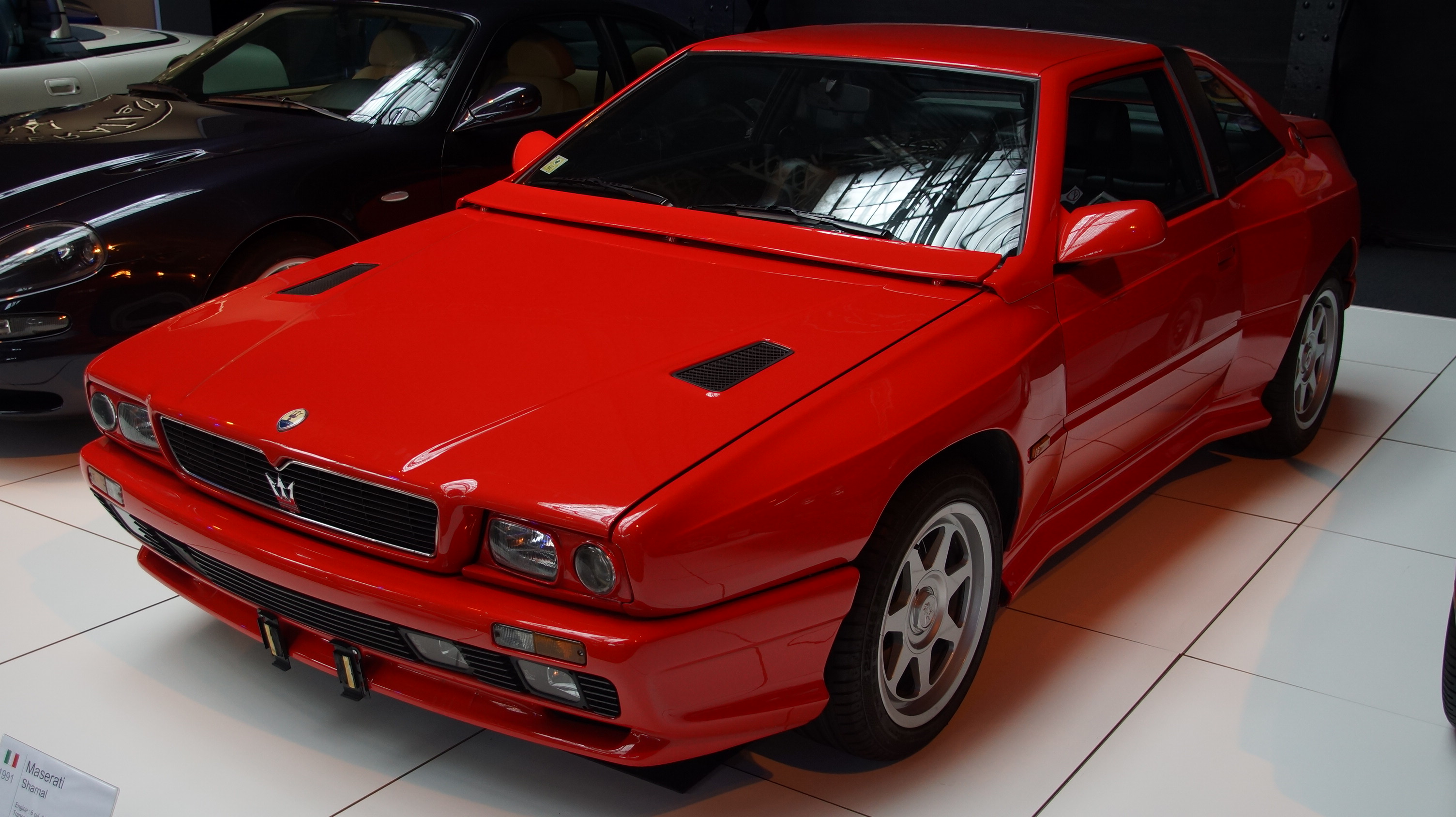
Maserati Shamal (1989–1996)
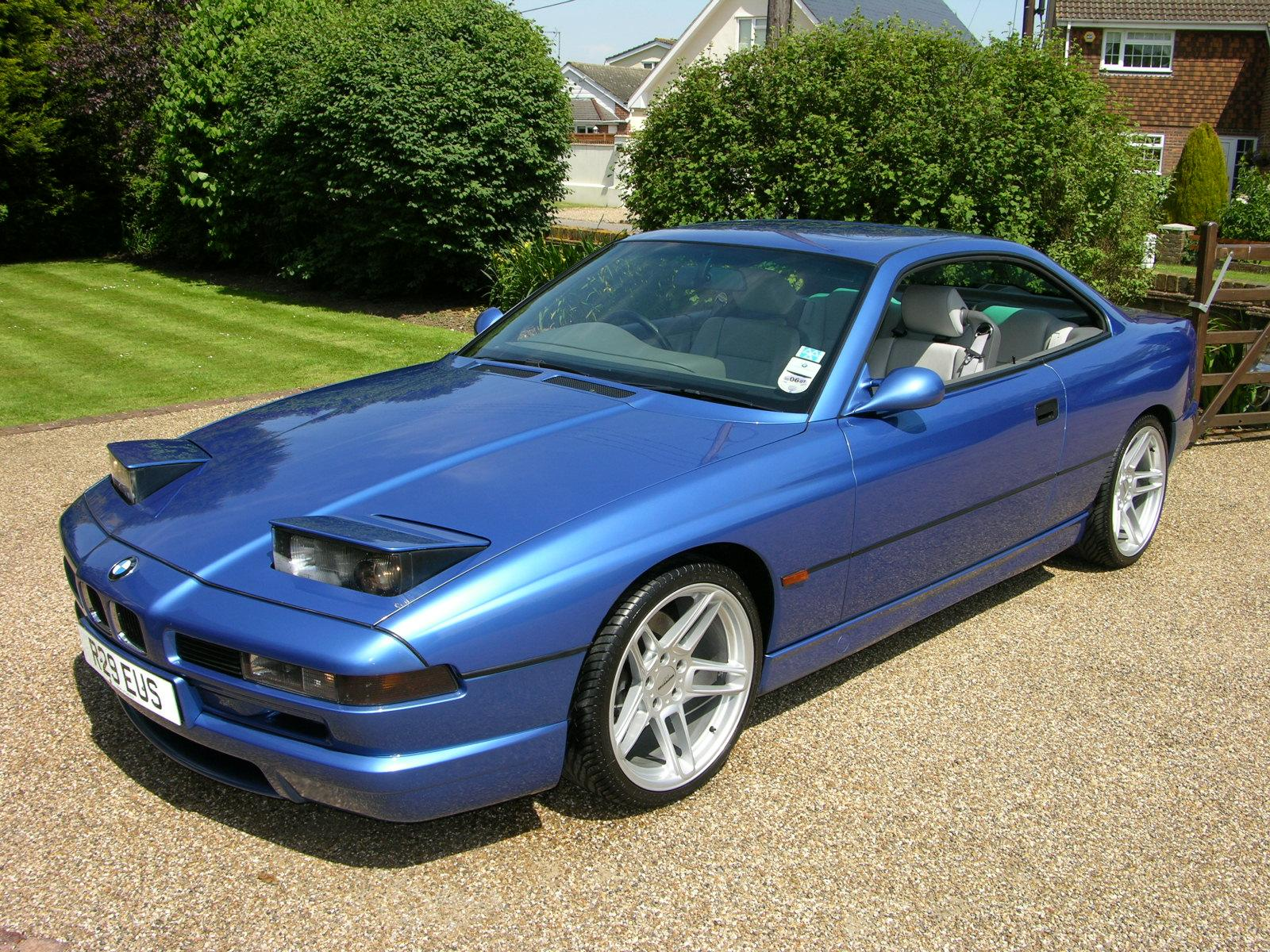
BMW 8 (E31) (1989–1999)
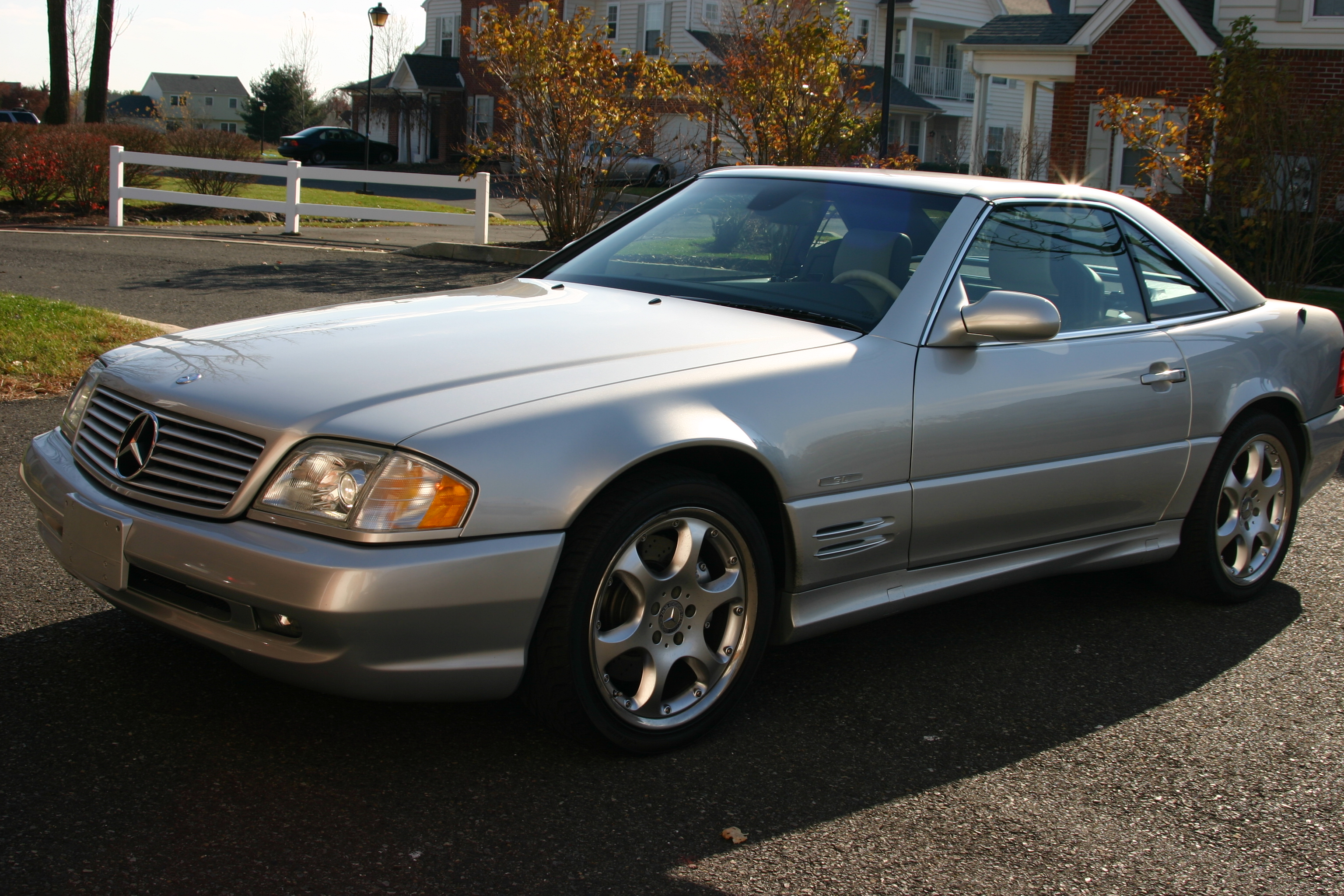
Mercedes-Benz SL (R129) (1989–2001)

### 1990-ті

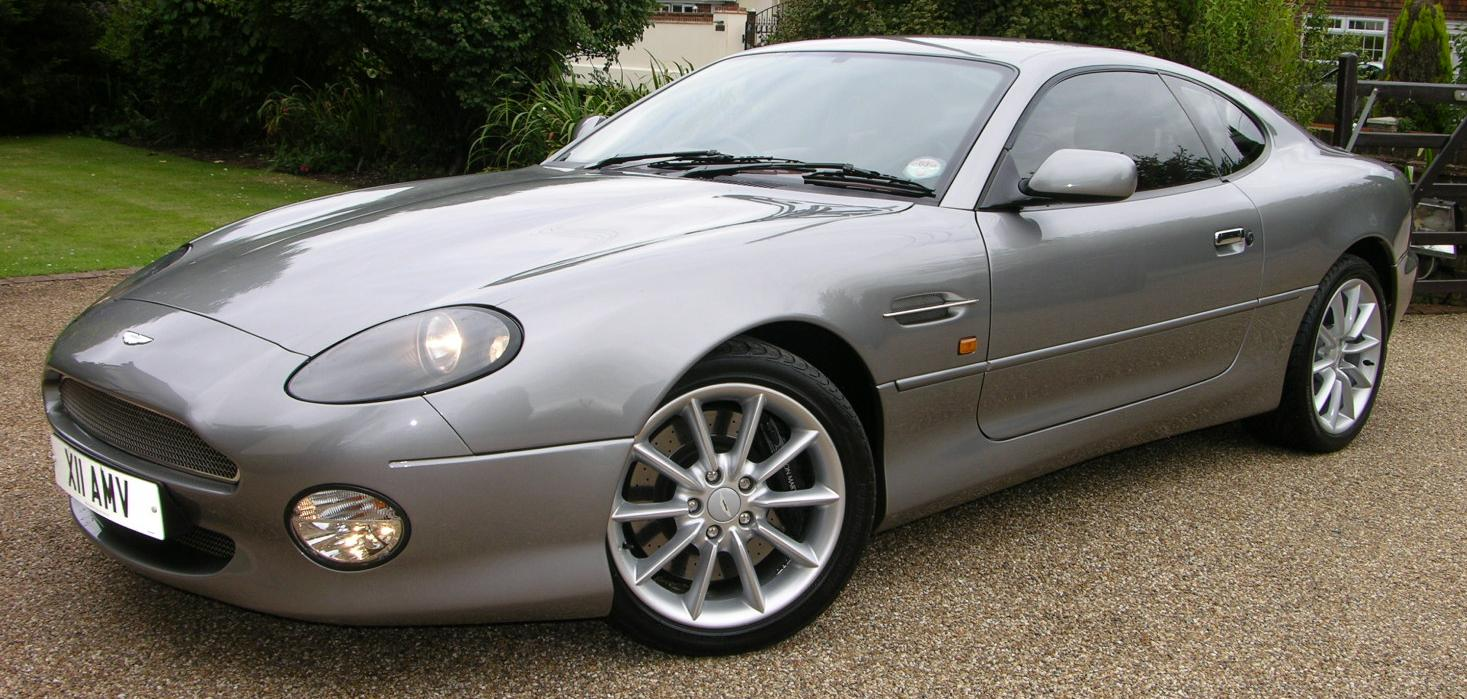
Aston Martin DB7 (1993–2003)
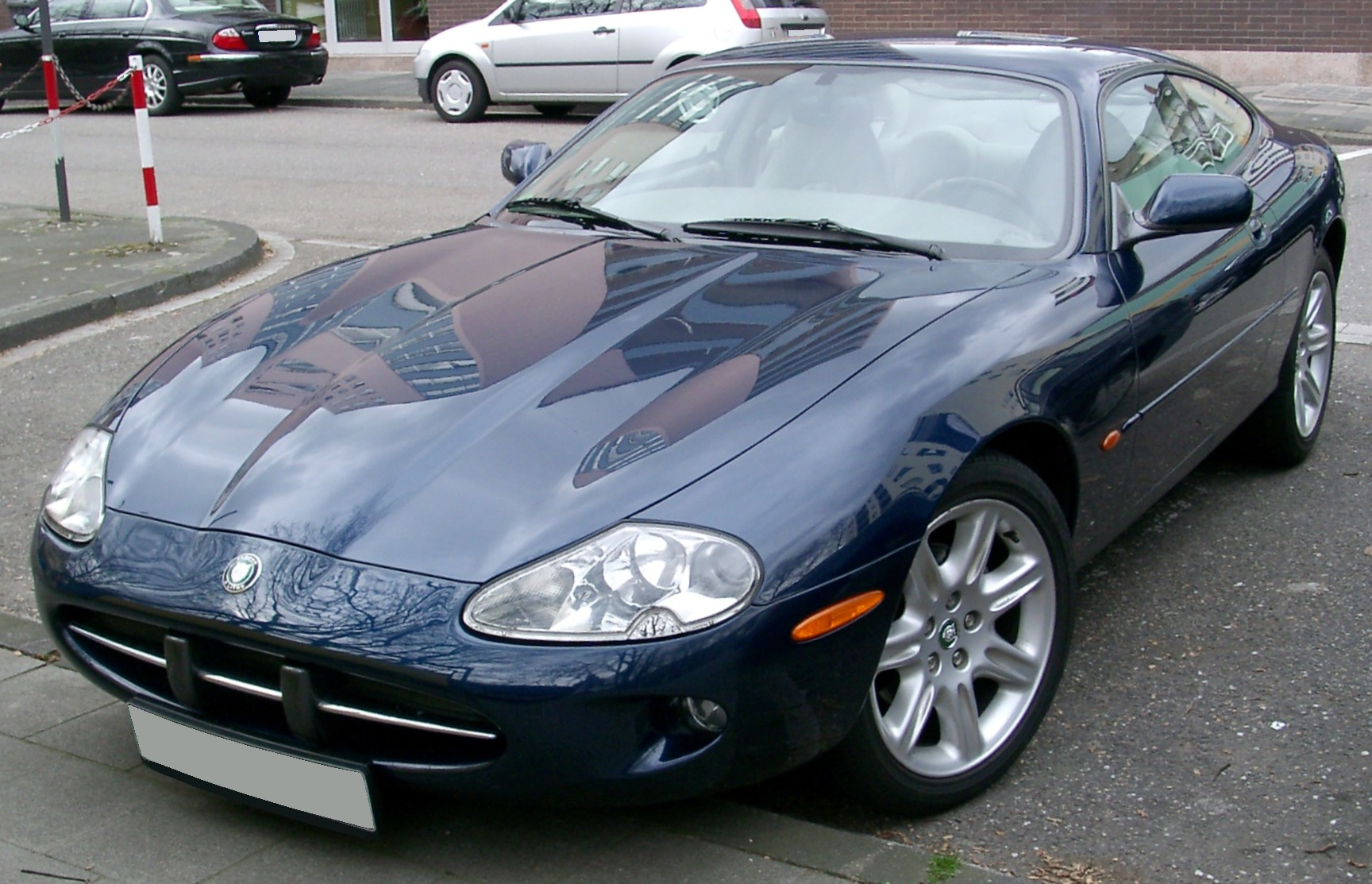
Jaguar XK (X100) (1996–2006)
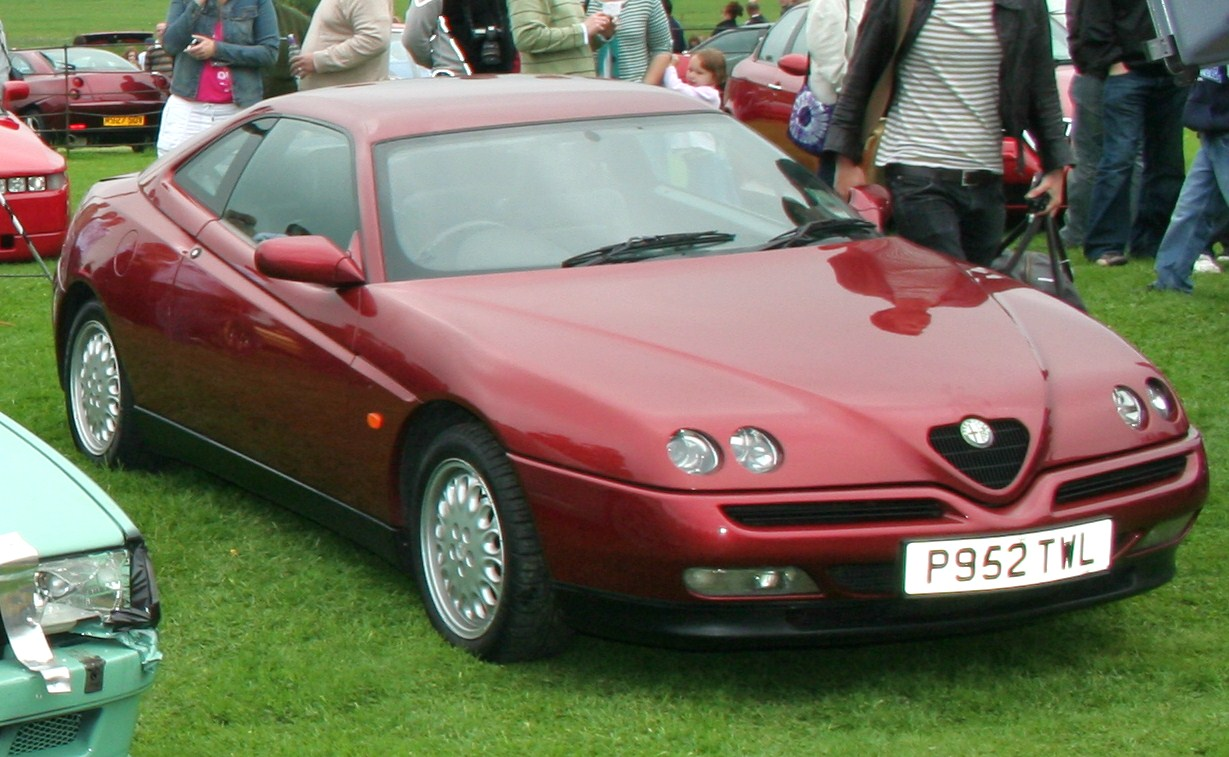
Alfa Romeo GTV (1993–2004)
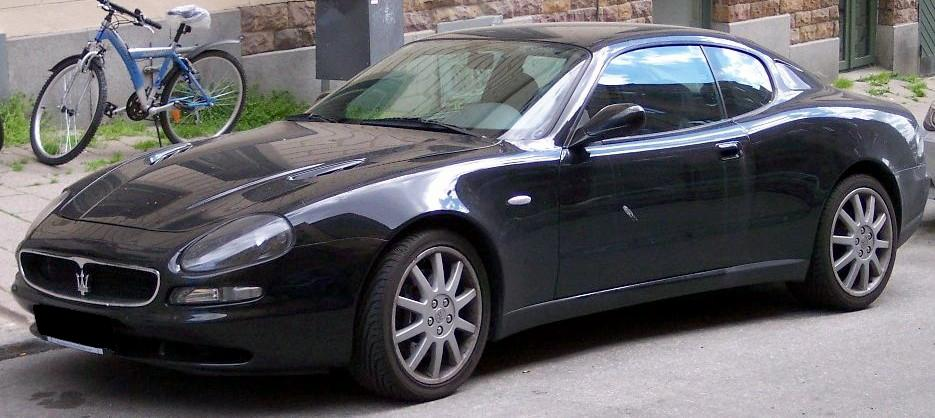
Maserati 3200 GT (1998–2000)
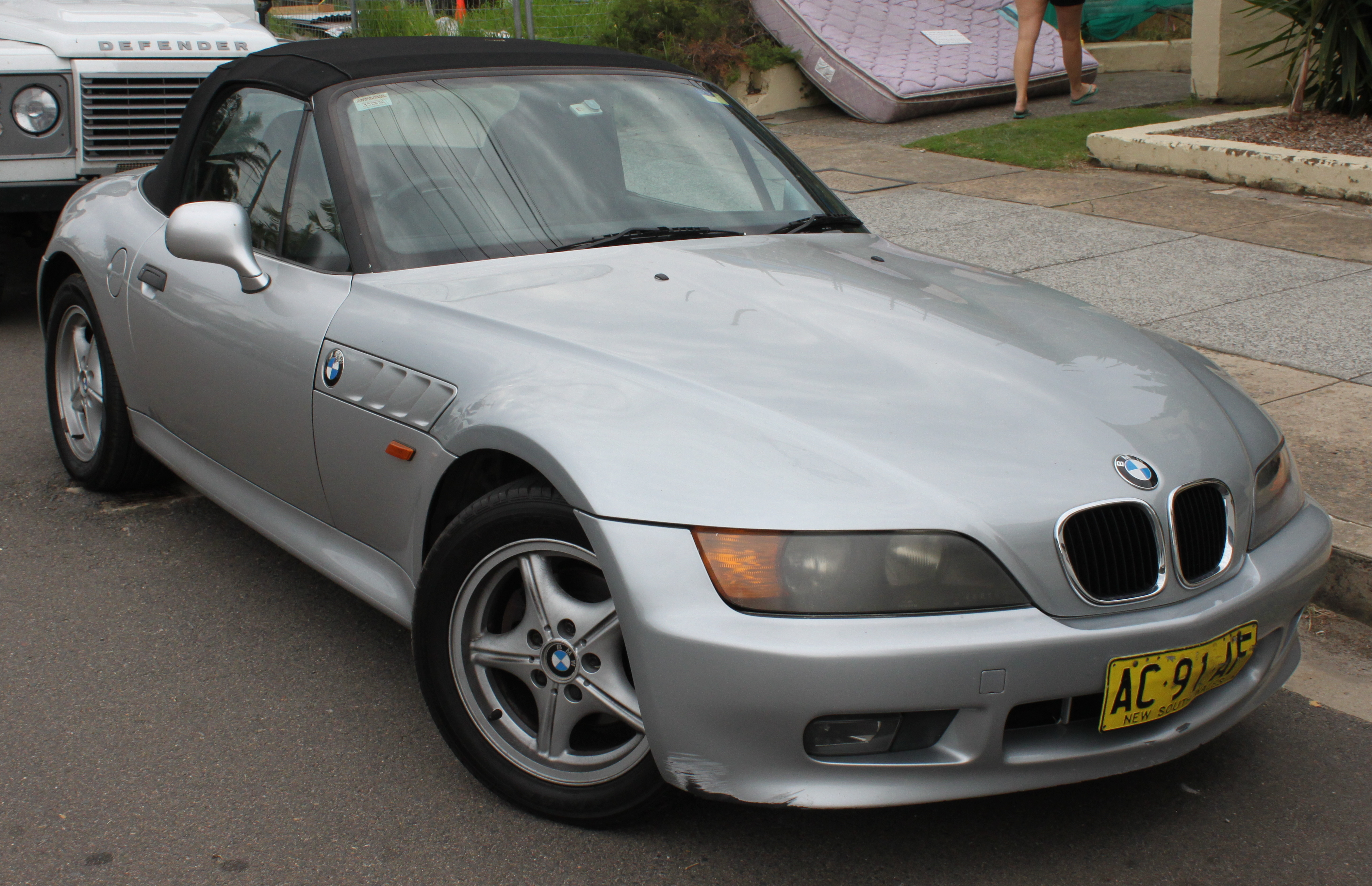
BMW Z3 (E36) (1995–2002)
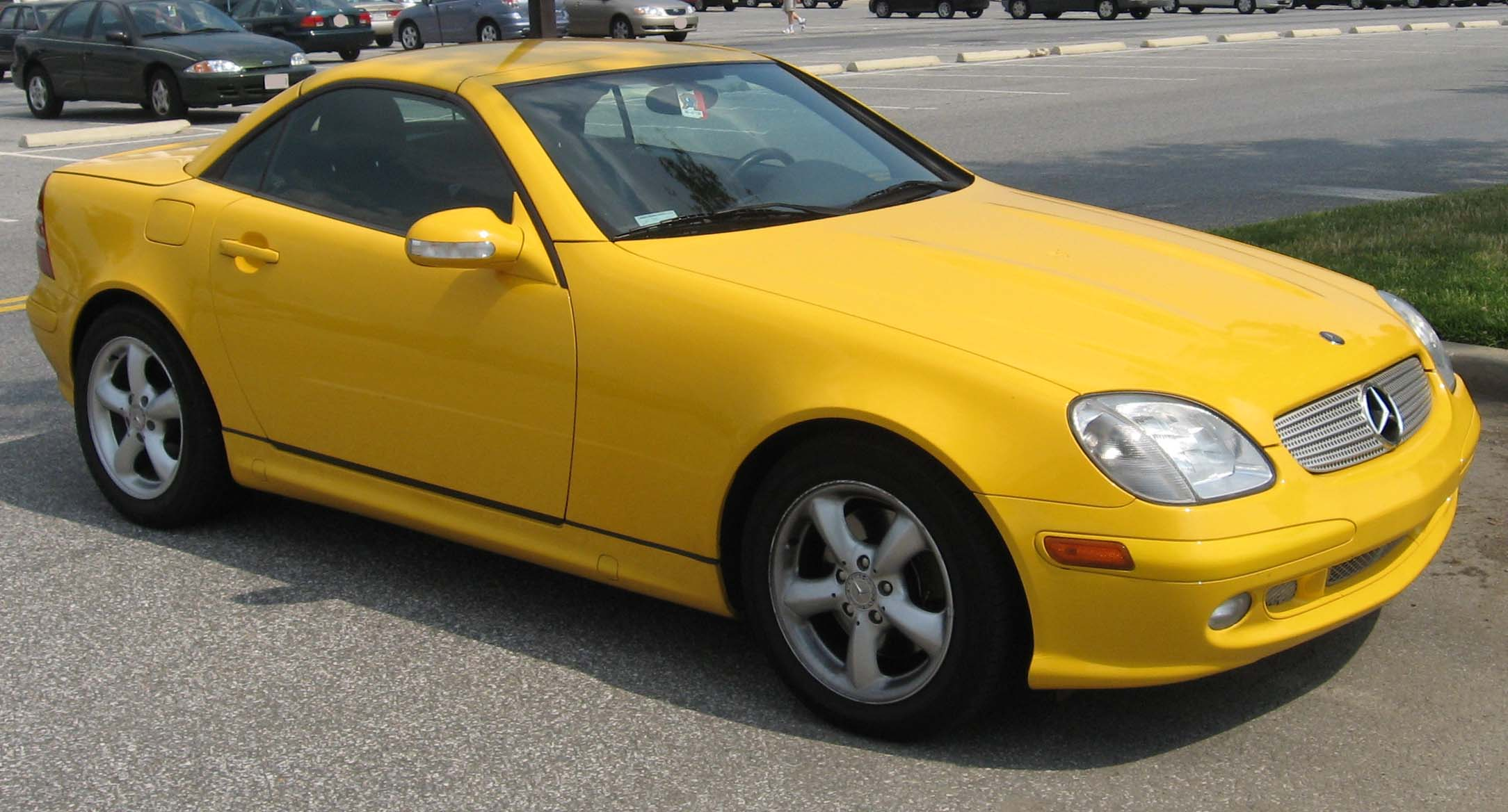
Mercedes-Benz SLK (R170) (1996–2004)

### 2000-ні та 2010-ті

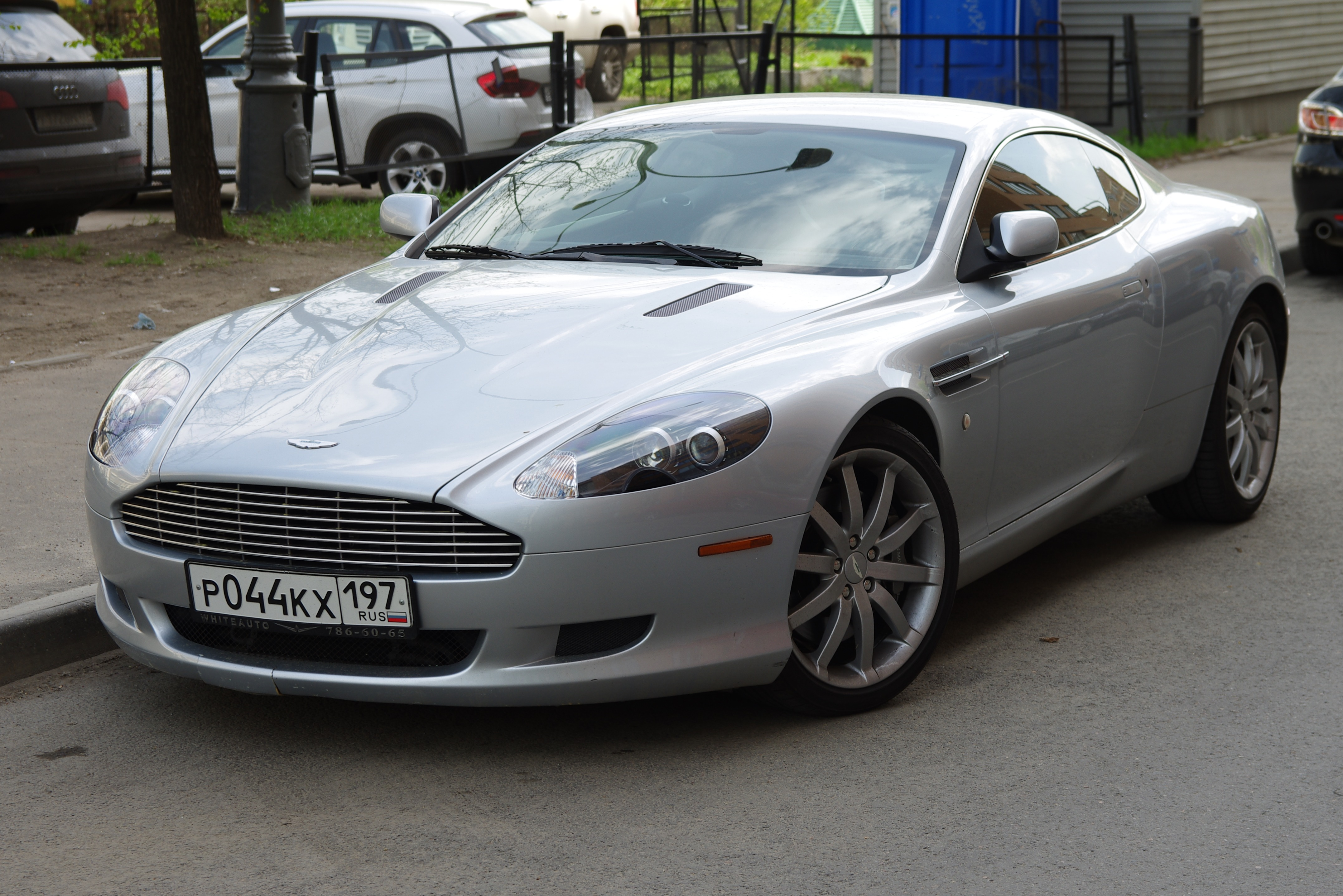
Aston Martin DB9 (2004–2016)
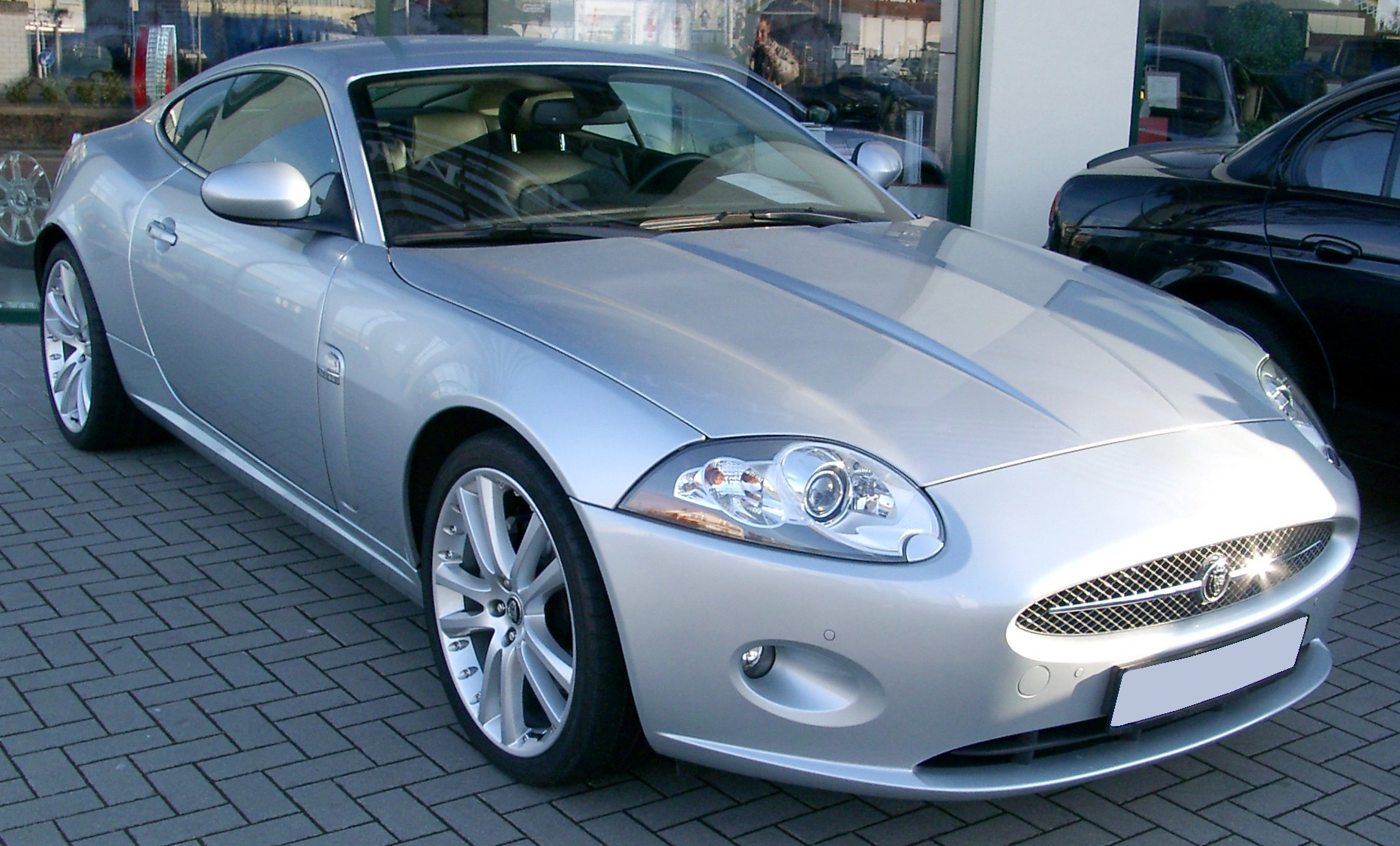
Jaguar XK (X150) (2006–2014)
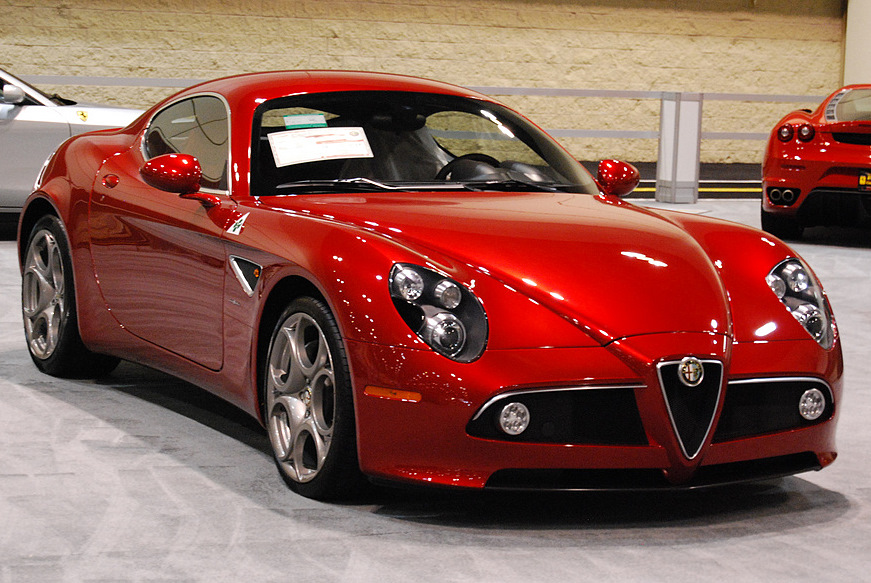
Alfa Romeo 8C Competizione (2007–2009)
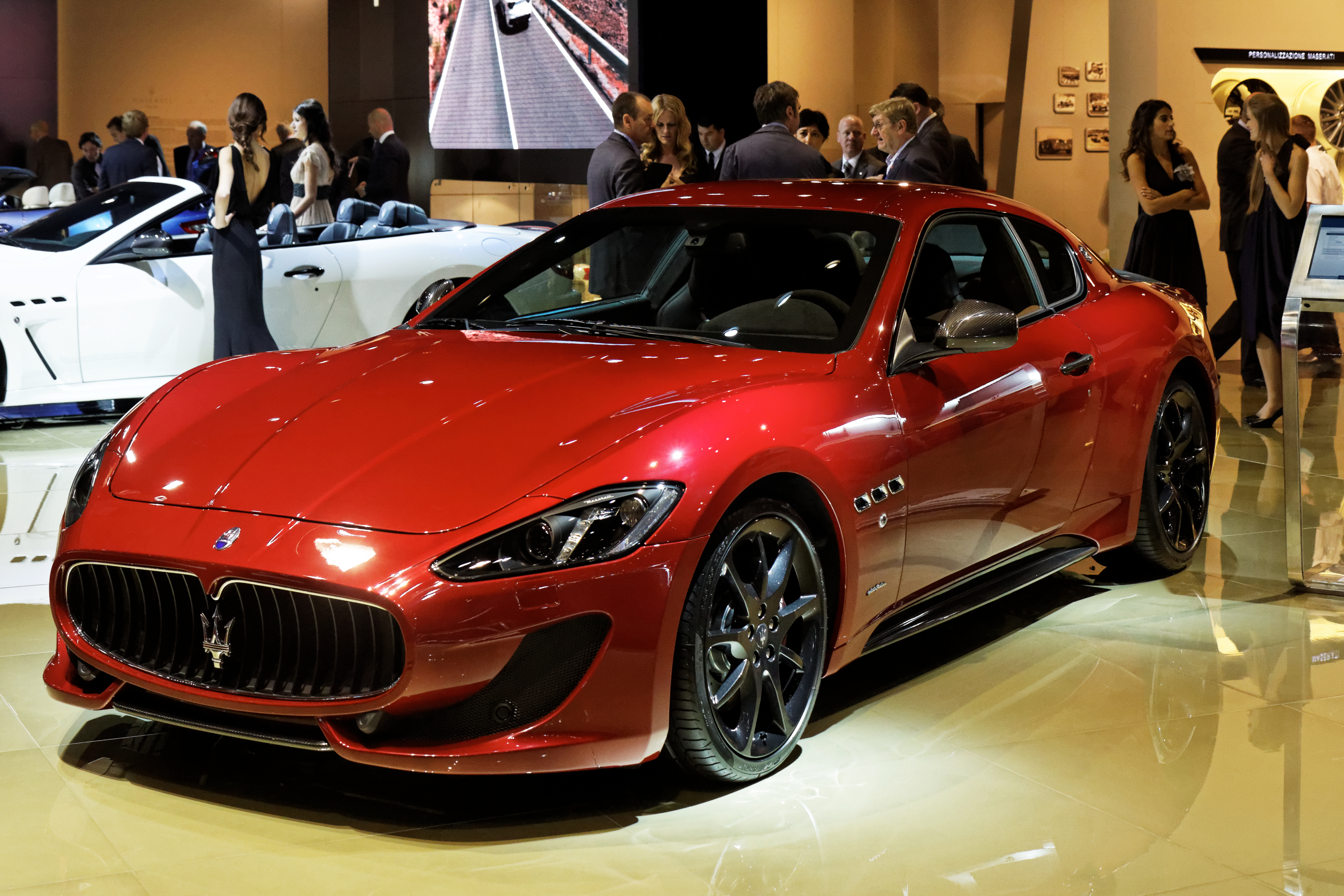
Maserati GranTurismo (2007–)
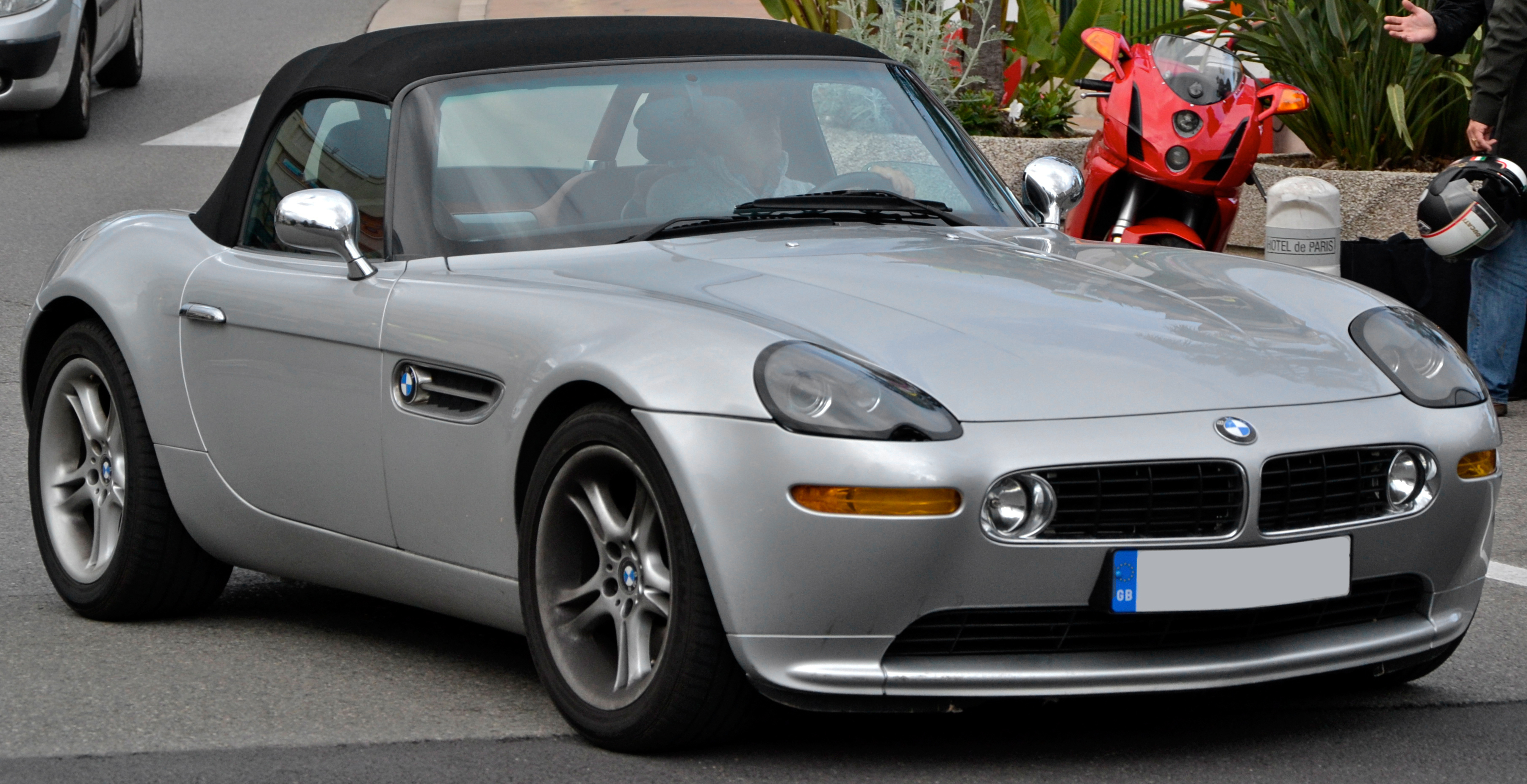
BMW Z8 (E52) (2000–2003)
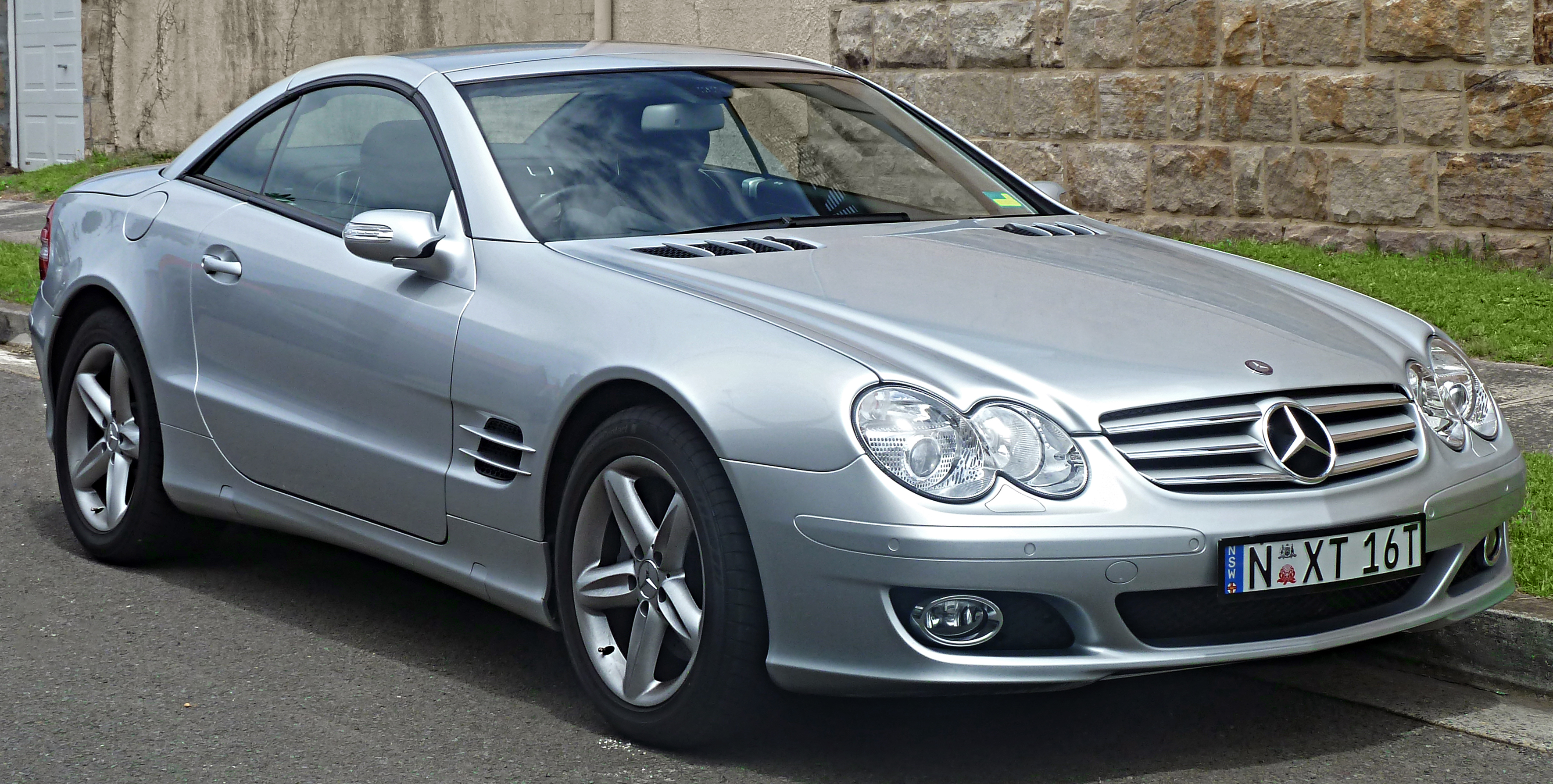
Mercedes-Benz SL (R230) (2001–2011)
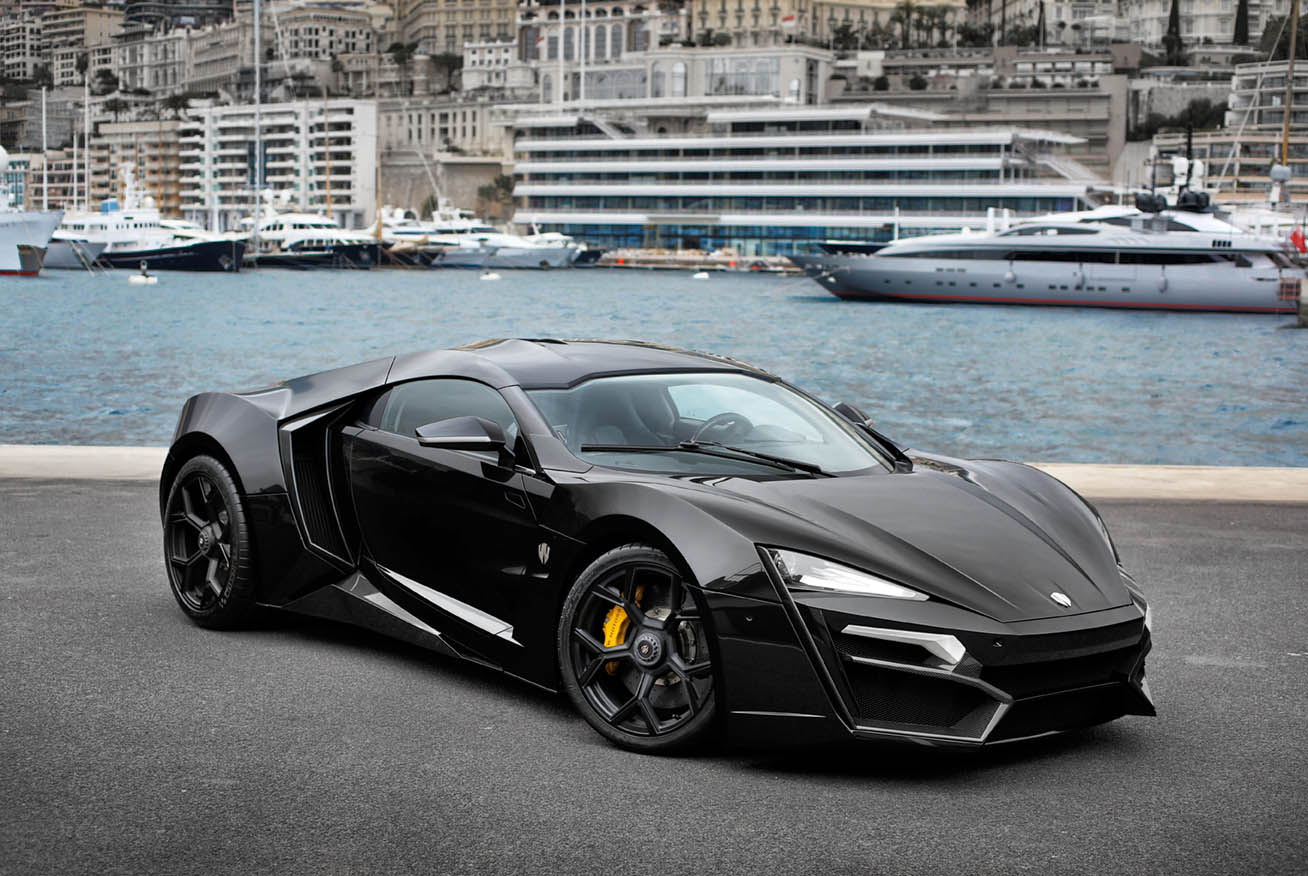
Lykan Hypersport (2013-)
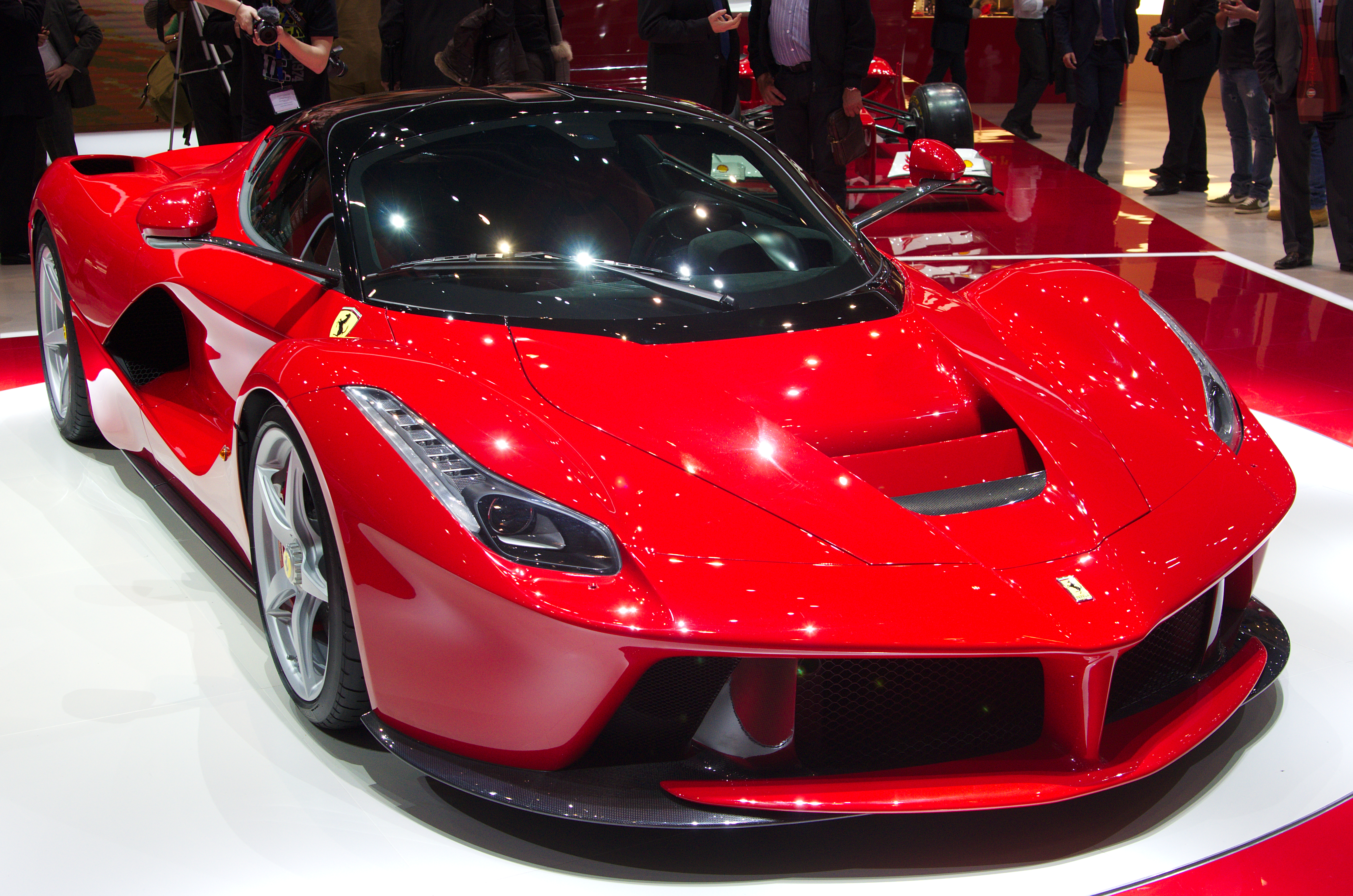
Ferrari LaFerrari (2013-2015)
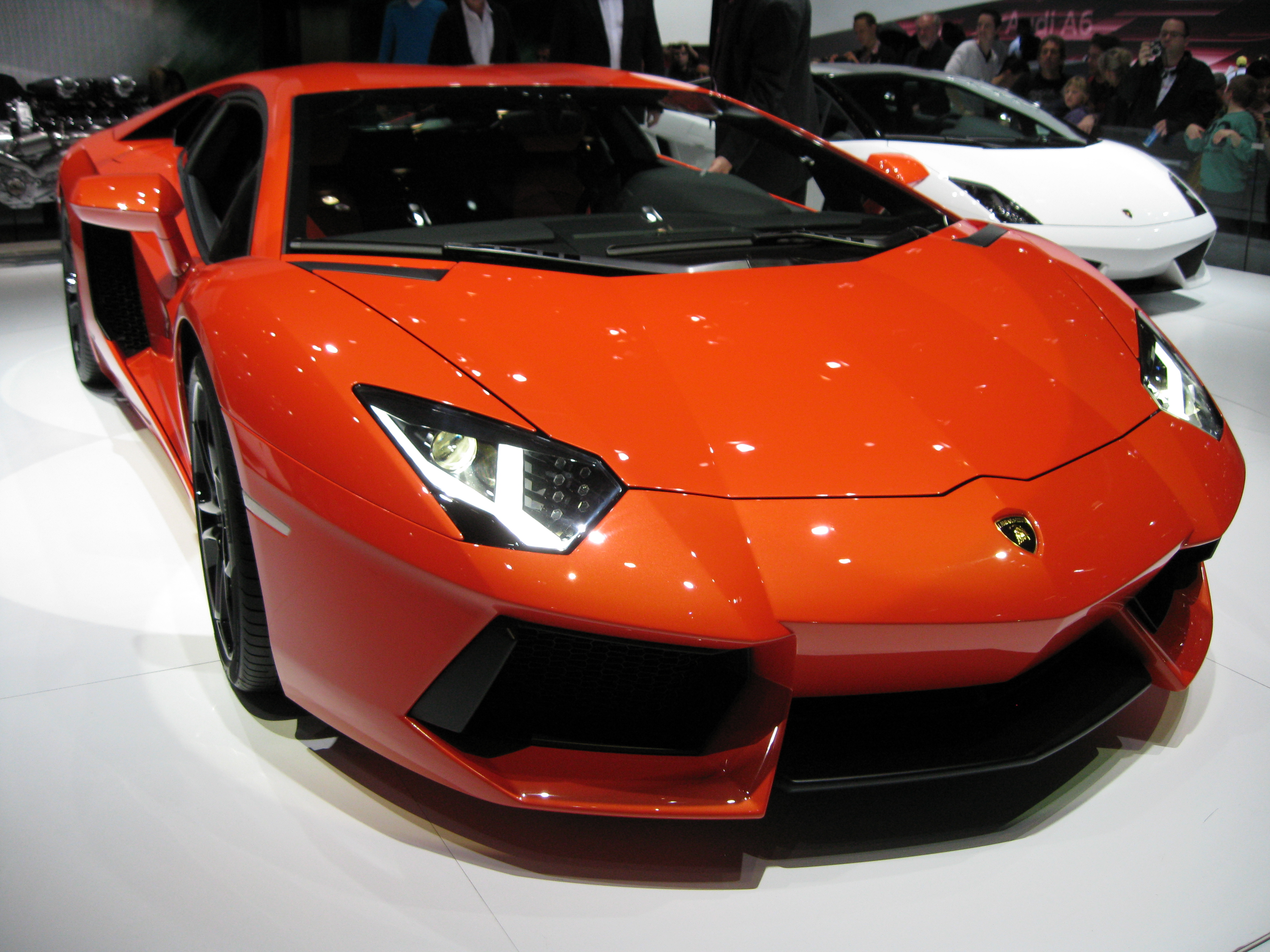
Lamborghini Aventador (2011-)